# Derbi madrileño
El derbi madrileño es el nombre que recibe el partido de fútbol y la rivalidad entre el Real Madrid Club de Fútbol y el Club Atlético de Madrid. Dicho duelo se vive con gran pasión por parte de los seguidores de uno y otro club, y el partido era considerado como de mayor intensidad y relevancia para los contendientes por encima de El Clásico. En consecuencia a este último, LaLiga planea presentar un logotipo e identidad visual propia del enfrentamiento para consolidar su imagen y reconocimiento a nivel internacional.
A lo largo de la historia se han enfrentado en partidos oficiales correspondientes al Campeonato Regional Centro, la Copa Federación Centro, Campeonato de Liga, Campeonato de España de Copa, Copa de la Liga, Supercopa de España, Supercopa de Europa y en la Liga de Campeones, estando el balance de finales para dirimir el título de alguna competición oficial favorable a «los blancos» por nueve a ocho. Dichos enfrentamientos ostentan además el honor de ser el encuentro que más veces se ha repetido en partidos oficiales en la historia del fútbol español, y uno de los derbis que más veces se ha repetido en la historia del fútbol.
El primer duelo oficial entre ambos se dio el 2 de diciembre de 1906, en un encuentro válido por el Campeonato Regional Centro, con victoria del Real Madrid por 2-1. Sin embargo, un año antes se dio el primer enfrentamiento entre ambos clubes, aunque de carácter amistoso pero con reconocimiento. Dicho partido se celebró el 27 de febrero de 1905 entre los primeros y segundos equipos de ambas entidades, finalizando ambos encuentros con empate a un gol; si bien es cierto que los primeros encuentros entre ambos se remontan al año 1904, aunque los resultados no fueron reconocidos como oficiales por diversos motivos, algo habitual en la época.
Como particularidad cabe señalar que son dos de los tres únicos equipos españoles que han sido campeones del mundo a nivel de clubes, así como dos de los siete que han sido campeones de alguna competición europea. A nivel europeo, además, es el primer enfrentamiento producido entre clubes de la misma ciudad en la Supercopa de Europa y en el partido más importante a nivel continental, la final de la Liga de Campeones.
En cuanto a la selección española, en la última convocatoria para la disputa de un Mundial, ambos conjuntos aportaron un total de nueve de los veintitrés futbolistas. Cabe resaltar a Sergio Ramos como el jugador que más derbis ha disputado con 43, mientras que Cristiano Ronaldo es quien más goles ha anotado en estos enfrentamientos con 22.

## Antecedentes y origen
El club madridista fue el vigésimo primer club de España en ser fundado bajo el nombre de (Sociedad) Madrid Foot-Ball Club, y el quinto club de Madrid por detrás del Cricket y Foot-Ball (Club) de Madrid —club pionero de Madrid—, la Sociedad de Juegos al Aire Libre, la (Sociedad) Sky Foot-ball —club semilla de los madridistas—, y la Association Sportive Amicale, siendo el decano de la región en la actualidad. El club madridista nació en 1900 tras una escisión en la citada (Sociedad) Sky Foot-ball, equipo pionero de Madrid, donde se encontraban Julián Palacios y los hermanos barceloneses Juan y Carlos Padrós, considerados estos los fundadores de una sociedad que no se oficializó hasta 1902 ya que no lo creyeron necesario para practicar el nuevo deporte. A ellos les siguió el Club Español de Madrid —de una escisión de Madrid F. C.—, el Moncloa Foot-Ball Club, la (Sociedad) Retiro Foot-Ball Club, el Moderno Foot-Ball Club, el Hispania Foot-Ball Club, el Victoria Foot-Ball Club, el Iberia Foot-Ball Club, el Sport Foot-Ball Club, el Internacional Foot-Ball Club, el Boston Foot-Ball Club y el Nacional Foot-Ball Club antes de ver el nacimiento del club rojiblanco, como Athletic Club (Sucursal de Madrid) y decimoséptimo club en la capital.
El primer enfrentamiento del Madrid F. C. contra el Athletic Club en la final de Copa de 1903 celebrada en Madrid —origen también de la clásica rivalidad entre blancos y bilbaínos—, habilitó el inicio del derbi madrileño. Tras ir ganando los madrileños por 2-0, el conjunto de Vizcaya consiguió remontar el partido, y fue tan inmensa la alegría de los aficionados bilbaínos afincados en la capital, incluso de algunos de los integrantes vascos del conjunto madridista al sentirse allegados con sus paisanos, que es así como nace una sucursal madrileña del Athletic, fundada por estudiantes de la Escuela de Ingenieros de Minas.
Regidos por la Federación Regional Centro, en sus inicios el Madrid F. C. y el Athletic Club (Sucursal de Madrid) eran los equipos más representativos de Madrid junto con los ya desaparecidos Español de Madrid, Racing Club de Madrid y Real Sociedad Gimnástica Española —con quienes casualmente mantenían cada uno otra rivalidad—. La competición, el Campeonato Regional Centro, fue dominada por alguno de los dos clubes en veintisiete de los treinta y cinco títulos en juego hasta sus últimas ediciones ya bajo el nombre de Campeonatos Mancomunados, y fue en ella donde debido a su proximidad geográfica, su rivalidad empieza a hacerse notable, ya que no en vano era además un torneo clasificatorio para el Campeonato de España. El primer partido entre ambos, en el Campeonato de Madrid de 1906-07, terminó con el resultado de 2-1 para los madridistas. Esta incipiente disputa permitió que ambos clubes llegasen a convertirse en los dos más importantes de la capital. Los demás clubes, con la paulatina llegada del profesionalismo, o bien se vieron abocados a la desaparición por la marcha de sus integrantes o la fusión por absorción con otros clubes —caso del Moderno Football Club (1904), Internacional Football Club (1903), Moncloa Football Club (1907) o Association Sportive Amicale (1904), bajo dependencia del Madrid F. C.—, el club más influyente de la ciudad n la época. El Athletic Club de Madrid, mientras contó con el apoyo del club bilbaíno, resistió ese envite, acogiendo a los aficionados "huérfanos" de esos clubes extinguidos. Llegado 1921, fecha de su desvinculación con los vascos, alzaron los rojiblancos su primer título regional y pudo por fin competir en el Campeonato de España —que su condición de sucursal le había impedido hasta ese momento—, alcanzado la final en su debut: para entonces, el Real Madrid se había proclamado campeón nacional cinco veces. 
En 1928 se produjo la definitiva implantación del profesionalismo, con la creación tras muchas vicisitudes de la Liga Española: se acordó que fundarían la Primera División aquellos clubes que al menos hubieran sido finalistas del Campeonato de España. De los cinco grandes clubes que habían existido en la capital, uno no cumplía tal requisito (el hoy ya extinto Racing Club, que por ello se vio relegado a ser miembro fundador de la Segunda División), y dos que sí la cumplían ya habían desaparecido (Español de Madrid y la R. S. Gimnástica Española). De esta manera, Real Madrid F. C. y Athletic Club de Madrid fueron miembros fundadores de la nueva competición como los dos únicos clubes madrileños en la misma hasta que en 1977 les acompañara el Rayo Vallecano de Madrid. Al ser el único derbi recurrente en la ciudad desde el inicio de la Liga, obviamente fue incrementándose la rivalidad. Sin embargo, el desequilibrio de poder entre ambos equipos siguió siendo destacado: llegada la Guerra Civil, el Real Madrid había ganado ya dos Ligas, mientras que el Athletic de Madrid no había alzado ningún título a nivel nacional y había llegado a descender a Segunda División en 1930, en una época en la que la rivalidad era ya notable. Finalizada la contienda y gracias a un acuerdo con el Club Aviación Nacional que permitió que incorporara a los grandes jugadores que componían ese equipo (a cambio de modificar su denominación y su escudo, y conceder a los miembros del Ejército del Aire los mismos derechos que a los socios del club), el Atlético igualó en el palmarés liguero a su rival llegado 1941. Equilibradas las fuerzas y pudiendo considerarse desde entonces, con permiso de catalanes y vascos, como dos de los clubes más importantes de España, aumentaron progresivamente su rivalidad y su derbi sería considerado no ya el partido más relevante entre equipos de la capital (condición que venía revistiendo desde la era amateur), sino también uno de los más esperados cada temporada en España hoy en día, al tratarse de dos instituciones centenarias con un reconocido palmarés tanto nacional como internacional.  
Pese a que el Real Madrid ha ido acrecentando durante el siglo xx la rivalidad con el Fútbol Club Barcelona, los atléticos han sido desde siempre el mayor rival histórico de los blancos, como así lo han manifestado sus futbolistas en numerosas ocasiones, como por ejemplo José Martínez Pirri o Alfredo Di Stéfano —jugadores legendarios madridistas—:

"Parece que la rivalidad sea con el Barcelona, pero históricamente nuestro rival era el Atlético."
José Martínez Sánchez «Pirri». 7 de noviembre de 2010. Madrid.

"En mis tiempos, el rival era el Atlético. Era al que queríamos ganar a toda costa porque era el vecino. Y perder con el vecino significaba que al día siguiente en la oficina, en el bar, en la calle sus aficionados se reían de los nuestros y por tanto de nosotros".
Alfredo Di Stéfano. Madrid.

O como Adelardo Rodríguez o Adrián Escudero, por parte rojiblanca:

"Lo primero que hacíamos era mirar el calendario para ver cuándo nos tocaba jugar con ellos, los derbis eran a muerte. Hay gente que prefiere que le ganes al Madrid, aunque no seas campeón."
Adelardo Rodríguez. 28 de abril de 2013. Madrid.

"En mi época, te tenías que esconder si perdías un derbi, la gente te señalaba. Ganar al Madrid era más especial que ganar cualquier otro partido."
Adrián Escudero. 9 de noviembre de 2009. Madrid.

En los años 2010, tras volver el Atlético de Madrid a competir en primera línea nacional y europea, la rivalidad ha vuelto a sus máximos históricos.

## Dimensión y repercusiones

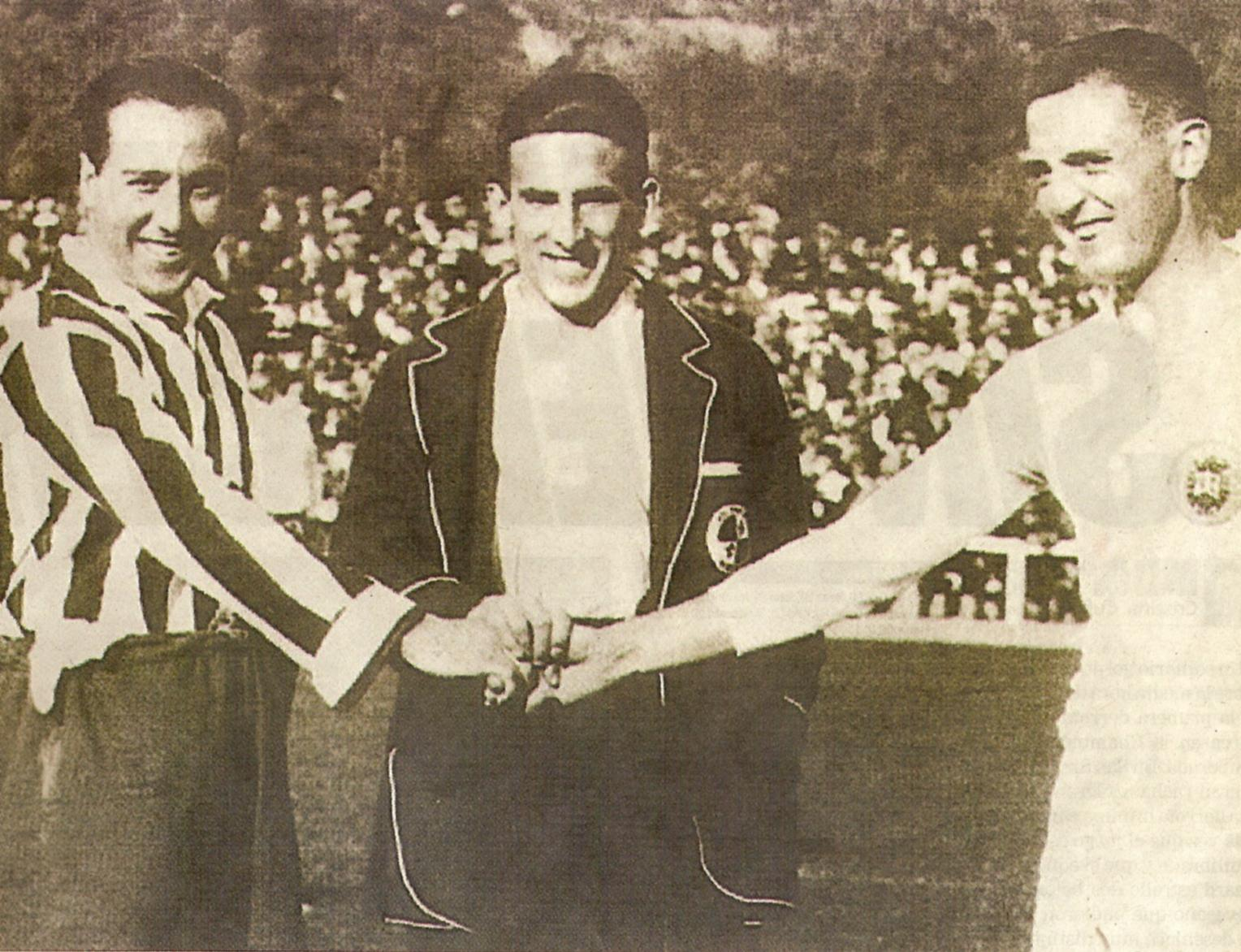
Los capitanes Ruete y Bernabéu antes de un encuentro en 1922.

Entre sus reconocimientos destacan algunos que refrendan a ambos como dos de los equipos más destacados del panorama internacional, citando ejemplos a continuación.
- En diciembre del año 2000 el Real Madrid Club de Fútbol fue designado por la Federación Internacional de Fútbol Asociación (FIFA) como el Mejor club del siglo xx a nivel mundial haciéndose público en la revista FIFA World Magazine.[27] Posteriormente, la Federación Internacional de Historia y Estadística de Fútbol (IFFHS) premió al club blanco como el Mejor club europeo y mundial del siglo XX,[28] ubicándose los rojiblancos en los puestos 12.º y 23.º en las respectivas tablas.[29]

- Actualmente, la IFFHS ubica a los madridistas en el primer puesto de su ranking mejor club europeo y mundial del siglo xxi, estando los atléticos clasificados en el 17.º puesto tanto mundial y 16.º europeo,[30] mientras que la UEFA les ubica en su ranking de coeficientes, respectivamente, en primer y cuarto lugar.[31]

- A nivel nacional el liderazgo de ambos queda patente en el número de títulos oficiales pues el Real Madrid cuenta con setenta y un trofeos, mientras que el Atlético posee veintiséis títulos de esta índole, siendo dos de los cuatro clubes más laureados por la RFEF, y únicos de la Comunidad de Madrid.[n. 9]

- En cuanto al nivel de participación en competiciones internacionales ocupan puestos privilegiados. Los actuales títulos internacionales conseguidos por el Real Madrid C. F. son treinta y cuatro,[32] por ocho del Club Atlético de Madrid,[33] resaltando que son dos de los tres clubes españoles que se han proclamado alguna vez campeones del mundo de clubes. Es además, el primer enfrentamiento entre clubes de la misma ciudad en una final europea.[n. 10]

## Historia de la rivalidad

### La escisión y los primeros duelos (1903-10)
A raíz de la consecución por parte del Athletic Club frente al Madrid Foot-Ball Club por del título del Campeonato de España de 1903 celebrado en la capital, surge el nacimiento de una sucursal del equipo bilbaíno. Es así como el Athletic Club (Sucursal de Madrid) —actual Club Atlético de Madrid— nace a finales de abril en Madrid, y que disputó sus primeros encuentros como club en el Campo de El Retiro o de Vallecas, campo donde curiosamente disputaba sus encuentros el New Football Club —otrora Sky Foot-Ball—, semilla del Madrid Foot-Ball Club.
Tras la de 1900 que dio nacimiento al club madridista, se produce una nueva escisión en el Madrid Foot-Ball Club pero esta vez al contrario con la marcha de varios de sus integrantes para formar la sucursal atlética —como Miguel de Valdeterrazo o Eustaquio Celada siendo los primeros jugadores en vestir ambas camisetas—, y el Club Español de Madrid, motivo por el que el Madrid F. C. hubo de fusionarse y absorber a otros clubes como el Moderno Football Club o la Association Sportive Amicale, ya que no sobraban jugadores en la época. Cabe destacar que por aquel entonces, madridistas y bilbaínos comenzaban a forjar una creciente rivalidad merced a sus disputas en el campeonato de Copa, que se verían traspasados a su equipo sucursal, que no en vano, era aún el mismo club hasta que años después se desvinculasen. En dichas ediciones de Copa, muchos de los integrantes del Athletic de Madrid acudían a representar al Athletic Club bilbaíno en el campeonato de Copa, al no poder disputarla bajo la sucursal madrileña en detrimento del Madrid Foot-Ball Club, naciendo así las primeras rencillas entre ambos clubes de la capital.
Se llega así pues al primer enfrentamiento entre ambos clubes del que se tiene registro el 28 de febrero de 1904 con victoria para los madridistas por 4-0. El carácter amistoso del encuentro y que en la época el fútbol aún demasiado reglamentarista, en el que diversos desacuerdos propiciaban que ciertos resultados no fuesen considerados como válidos para los registros, nos lleva al primer resultado en competición oficial. Sí considerado válido y por tanto registrado como el primer enfrentamiento reconocido, fue el producido el 27 de febrero de 1905 finalizando con empate a un gol. El vigués Yarza fue el primer goleador de un derbi.
La dependencia de los bilbaínos mermaba a su sucursal madrileña, que veía como el Madrid F. C. se alzaba con dos títulos de Copa de España consecutivos, mientras que ellos tan solo podían aportar jugadores al club bilbaíno sin mucho éxito, a la vez que debían participar en el Campeonato de Madrid de manera oficiosa sin que les sirviese para su clasificación al campeonato nacional. En este campeonato regional es donde se registra el primer encuentro oficial entre los primeros equipos de ambos clubes el 2 de diciembre de 1906 con resultado de 2-1 para los madridistas. Se desconocen los goleadores de aquel encuentro, mientras que eran ya siete los partidos disputados entre ambos y los atléticos no habían conseguido aún salir victoriosos. Estaría por producirse la primera gran tirantez entre ambas sociedades.
Fue en el Campeonato de Copa de 1907 en la que el Athletic Club —participando bajo el nombre de Bizcaya por la aportación de jugadores tanto de su sucursal madrileña como del Unión de Vizcaya— tras perder nuevamente la final impugnó el resultado por estar insatisfecho con la organización y el comportamiento del público madrileño en el torneo. Tras no prosperar y ver como el Madrid F. C. se hacía con su tercer título, que además le valió para obtener el trofeo en propiedad, los bilbaínos decidieron no presentarse a la siguiente edición del certamen, suponiendo todos estos sucesos en que las cordiales relaciones entre ambos clubes madrileños se deteriorasen y naciera desde entonces una fuerte tensión entre ambos.

### Las disputas regionales al amparo de las nuevas federaciones (1910-28)
Debido a la citada subordinación, de la que los atléticos empezaban a querer desprenderse, dejaba al Campeonato Regional Centro como la única competición además de los encuentros amistosos en otras competencias regionales como la Copa Espuñes o la Copa Rodríguez-Arzuaga en donde ambos rivales se veían las caras.
Con la entrada del nuevo año, se produce un hecho que quedaría vinculado hasta la actualidad con la historia de los conjuntos athleticos como fue el cambio de su uniforme habitual. La tradicional camisa blanquiazul fue sustituida por una rojiblanca, que sin embargo no fue estrenada en la sucursal madrileña hasta el 22 de enero de 1911, un año después de que lo hicieran los bilbaínos, y por la que recibieron en la capital el apelativo de «colchoneros». En 1914 y con este nuevo uniforme consiguieron vencer por vez primera a los madridistas,  en el torneo regional.
Un año antes, en 1913, surgió la Federación Regional del Centro, encargada en adelante de regular el football en la zona centro de España en la que se encontraban ambos clubes —a su vez está bajo las premisas de la Federación Española de Clubs de Football surgida en 1909 y a la que no se adhirieron hasta años después, fundando y adscribiéndose en cambio a la Unión Española de Clubs de Foot-ball, viviendo el fútbol español su primer gran momento de convulsión—. Es entonces cuando el campeonato regional pasa a ser institucionalizado sirviendo además como torneo clasificatorio para la Copa de España. Así pues, esa emergente rivalidad fue adquiriendo mayor notabilidad y relevancia en Madrid debido a dichos enfrentamientos.
Durante esta época, los rojiblancos se quedaron a las puertas en 1913 de alzar su primer título regional. Hubo de ser necesaria la disputa de un encuentro de desempate para dilucidar el campeón del empate a puntos entre los dos primeros clasificados de un torneo que finalmente fue a parar a manos del Madrid F. C. tras un tanteo de 3-2 y disputar tres prórrogas. En cambio, este significaba ser el sexto título para los madridistas.
En la edición de 1916 se vivió otro momento de alta tensión entre ambos cuando se disputó el último partido, decisivo para la resolución del título. El resultado final de 2-3 dio con los madridistas como campeones mientras que los atléticos finalizaron terceros. La tensión del partido y las consecuencias del mismo provocaron que los aficionados «colchoneros» asaltaran el terreno de juego con la intención de agredir al colegiado, quien casualmente pertenecía a la Real Sociedad Gimnástica Española de Madrid —club que guardaba también gran rivalidad con los rojiblancos—, iniciando así una creencia de que los arbitrajes no tenían el mismo rasero para los madridistas. Similares circunstancias acontecieron en 1918 donde se disputaron nuevamente el título en el partido final, que de nuevo fue a parar a manos blancas por el que los atlético se quedaron sin poder acceder nuevamente a la Copa de España, donde no participó hasta 1921.
Hubo que esperar pues hasta ese año para ver a los atléticos coronarse como campeones de Madrid —a los que siguieron otros dos títulos hasta ver el nacimiento de la primera edición del campeonato de Liga— y posteriormente resultar subcampeones de la Copa nacional tras caer paradójicamente contra el Athletic Club. Sin embargo, nueve conquistas por parte de su rival —quien ostentaba ya su categoría de club real— le llevaron a alzar un nuevo título de campeón de España y tres subcampeonatos.
Se produjo finalmente en 1924 la emancipación definitiva del Athletic Club mientras que el profesionalismo se va asentando en el fútbol español, por lo que se ve necesaria la creación de una competición a la altura de las nuevas exigencias. Es así como surgen unos primeros intentos de crear un campeonato de Liga a semejanza del ya existente en Inglaterra, pero sin embargo no fructifica debido a discrepancias entre los clubes y federaciones hasta 1928.

### Nacimiento del Campeonato de Liga (1928-41)

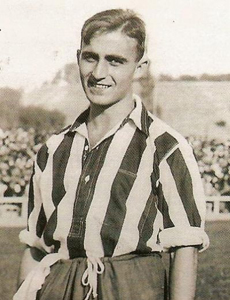
Monchín Triana, uno de los primeros traspasos entre clubes. En la foto vestido de rojiblanco.

La importancia del subcampeonato atlético de Copa en 1921 adquirió significado con la creación de la Primera División de España o Campeonato Nacional de Liga de España, ya que dicho puesto le permitió ser uno de los diez clubes que participasen en su primera edición, junto con el Real Madrid C. F. quien se ganó el derecho por ser uno de los seis campeones de Copa. La competición trajo con el paso de los años los episodios de más tensión entre ambos.
El primer enfrentamiento entre ambos en la que con la historia se convirtió en la competición más importante de España se produjo el 24 de febrero de 1929 con victoria por 2-1 para los madridistas, quienes resultaron subcampeones tras perder el liderato en la última jornada tras perder con el Athletic Club. Los dos tantos blancos fueron obra de Monchín Triana, nueva incorporación que había sido hasta entonces buque insignia y uno de los mejores jugadores de la historia rojiblanca. A él le siguieron otros ilustres jugadores vecinos como Joaquín Ortiz de la Torre o Luis Olaso entre otros debido a la inestabilidad que se vivía en el club «colchonero» por esos primeros pasos en su independencia y profesionalismo —que les acarrearon problemas económicos—.
Curiosamente, ambos clubes se enfrentaron por primera vez en el Campeonato de España —que desde unos años atrás permitía que acudiesen dos equipos representando a cada federación regional— apenas un año antes, concretamente el 19 de febrero de 1928. El partido se saldó con victoria por 0-1 de los blancos en campo rival, siendo su primer enfrentamiento en competición nacional. El torneo se disputó bajo un sistema de liga como medida preparatoria para el nuevo campeonato.

#### Impassede la Guerra Civil
Durante el período de la Guerra Civil se detuvieron los eventos deportivos en España. Merced al parón, ambos conjuntos fueron dos de los más afectados en el país rozando ambos la desaparición, y no llegando a recuperarse hasta una década después en el caso de los madridistas, y merced a un acuerdo en el caso rojiblanco. La supremacía que ostentaban los blancos en Madrid se vio entonces amenazada por un acuerdo del Athletic Club de Madrid, el 4 de octubre de 1939, con el Club Aviación Nacional. A cambio de modificar su denominación a Athletic-Aviación Club, también su escudo, y de otorgar a los miembros del Ejército del Aire los mismos derechos que a sus socios, pudieron los rojiblancos incorporar a su disciplina a los grandes jugadores del equipo aviador. Los rojiblancos conquistaron acto seguido dos títulos consecutivos de Liga, igualando así el palmarés en la competición de ambos clubes.
Reanudadas pues las competiciones oficiales, se disputó en 1939-40 la que fue la última edición del Campeonato Regional Centro —denominado entonces como Campeonato Mancomunado Centro al disputar su competencia clubes de Castilla la Vieja, Castilla la Nueva y la Región de León, auspiciado por la también renovada Federación Castellana de Fútbol (FCF)—. El título fue a parar a las vitrinas rojiblancas, finalizando la historia de la competición con un balance de veintitrés trofeos para los blancos y cuatro para los últimos campeones. En ella se enfrentaron un total de cincuenta y seis ocasiones, que se saldaron con treinta y dos victorias madridistas, catorce atléticas, y diez empates.

### Crecimiento de las sociedades (1941-61)
Debido a un Decreto-Ley de la Jefatura de Estado, por el que se prohíben los anglicismos en favor del castellano, ambos clubes cambian sus denominaciones a Real Madrid Club de Fútbol y Club Atlético-Aviación. Con vistas a una expansión del fútbol ibérico en Europa en la que de disputasen partidos oficiales internacionales, se pretendió organizar una competición entre la Federación Española y la Federación Portuguesa, denominada Copa Ibérica. El torneo, a disputarse por los mejores cuatro clasificados de cada liga nacional no fue finalmente disputado por problemas económicos de la federación portuguesa, por lo que en su lugar se disputó la Copa Presidente de la Federación Española de Fútbol en 1941, conocido también como la Copa Clasificados o el Torneo de los Cuatro. En ella, los rojiblancos se alzaron con el título seis años después ya que el último partido frente al Valencia C. F., que decidiría el título, hubo de ser aplazado y no pudo disputarse hasta 1947. Su actuación dio muestras de la buena salud deportiva que gozaba la entidad, por lo que empezó a reunir un mayor número de aficionados y se hizo necesario solicitar la cesión del Estadio Metropolitano, que además fue el primer estadio en el país en tener iluminación artificial.
De igual modo, los madridistas afrontaron una reconstrucción de la sociedad que trajo la fundación de varias secciones deportivas. Sin embargo, en fútbol seguían con problemas hasta que en 1943 llegó a la presidencia del club Santiago Bernabéu, quien cambiaría el rumbo de la entidad hasta situarlo como el mejor equipo del mundo.
En las fechas se produjo otro de los traspasos entre ambos clubes que marcarían el devenir de ambos clubes, y suscitaría nuevos conatos de rivalidad. El salmantino Pruden Sánchez, quien se proclamó máximo goleador de liga con los rojiblancos para darles el título, quiso para su renovación que le ofreciesen un contrato profesional y no amateur. Al no producirse abandonó el club, y previo paso por la Unión Deportiva Salamanca recaló en el Real Madrid C. F. para convertirse en la referencia atacante del equipo y dar a los blancos dos títulos de Copa, competición que se les seguía resistiendo a los rojiblancos.
En búsqueda de nuevos jugadores, ambos clubes comienzan a establecer acuerdos con otras entidades de menor nivel deportivo que les abastezcan de futbolistas, a la vez que los rojiblancos pierden su vinculación con el Club Aviación Nacional, por lo que estos acuerdos le resultan vitales. Los blancos, más asentados ya, establecen un acuerdo formal por el que la Agrupación Deportiva Plus Ultra pasa ser oficialmente como su club filial, siendo uno de los principales hechos que favorecerían un mayor éxito de cara a sus vecinos «colchoneros». Sumidos en otras cuestiones, la rivalidad pasó por momentos de mansedad no trascendiendo más allá de los enfrentamientos deportivos en el terreno de juego, sin apenas trifulcas que resaltar, e incluso llegando en ciertos momentos a ser cordiales cuando los rojiblancos prestaron su estadio a los madridistas, ya que se encontraban remodelando sus instalaciones. Pese a ello se mantenía la rivalidad en las aficiones, e incluso se avivó cuando Pruden amargó a su exequipo cuando en la última jornada del campeonato de liga de 1946-47 anotó dos de los tres goles que dieron la victoria a los madridistas por 2-3 privando así a los atléticos de ganar su tercer título liguero.

#### El factor Di Stéfano tras las Bodas de Oro
Ambas entidades celebraron sus Bodas de Oro por sus respectivos cincuenta años de existencia a comienzos de los años cincuenta. Diversos actos conmemorativos y deportivos sirvieron para engalanar los actos de unos y otros, siendo dos de los pocos clubes en España que consiguieron mantenerse activos durante tanto tiempo. Fue a raíz del celebrado por los madridistas cuando se empezó a gestar la llegada de uno de los mejores jugadores de la historia al club de Chamartín.
La Federación, que autorizó la contratación de jugadores foráneos, fomentó el crecimiento de las entidades provocando que finalmente el Real Madrid C. F. se distanciase enormemente del Atlético de Madrid. Esto, unido a la participación del argentino Alfredo Di Stéfano en los actos de las Bodas de Oro de los blancos, provocaron su fichaje por Bernabéu. El suceso significó un antes y un después no solo en la rivalidad, bastante igualada entonces, sino en los triunfos de cada equipo. Hasta la llegada del jugador, los atléticos contaban con seis títulos —cuatro de ellos Ligas— mientras que los blancos sumaban doce —con solo dos Ligas—. Además, en aquellos años previos a la llegada de Di Stéfano los rojiblancos le habían infligido abultadas derrotas a sus vecinos, con nombres como Helenio Herrera, Larby Ben Barek, Henry Carlsson, José Luis Pérez-Payá, José Juncosa o Adrián Escudero, conocidos como la «delantera de cristal». El recordado «Madrid de Di Stéfano», con el mencionado Alfredo Di Stéfano como estandarte acompañado por Ferenc Puskás, Paco Gento, Héctor Rial y Raymond Kopa revirtió aquella situación y posicionó al club blanco en lo más alto de España, Europa y el mundo.
Cabe destacar como anécdotas a mediados de los años cincuenta que Di Stéfano vistió la camiseta rojiblanca en un partido amistoso por el homenaje a Escudero, circunstancia habitual entre los equipos españoles en la época, y que la segunda equipación de los atléticos en la final de Copa de 1956 fue blanca como la de sus acérrimos rivales. Los sucesos precedieron al que fue hasta la época el partido más importante disputado entre ambos a lo largo de sus enfrentamientos: la eliminatoria de semifinales de la Copa de Europa de 1958-59.
Esta era la primera participación rojiblanca en un torneo que en cambio los madridistas habían conquistado tres veces de manera consecutiva en sus tres primeras y únicas ediciones. Tras una primera victoria blanca por 2-1 en el encuentro de ida, se impusieron los atléticos por 1-0 en la vuelta. Al no existir en la época la regla del valor doble de los goles en campo contrario, hubo de ser necesaria la disputa de un partido de desempate en el Estadio de La Romareda en el que se clasificaron los vigentes campeones, para acabar conquistando su cuarto título días después. La eliminatoria fue además la primera ve en la que dos equipos de la misma ciudad se enfrentaron en la máxima competición europea de clubes.
A pesar de la supremacía madridista de aquellos tiempos, en los que llegaron a alzarse con 17 títulos oficiales en diez años, el Atlético fue capaz de conquistar también algunos títulos importantes: los rojiblancos consiguieron en esos años el ansiado título de Copa, ganándola en dos oportunidades: en 1960 y en 1961. Como particularidad, en ambas Copas del Rey derrotaron a los blancos en las finales de la edición 1959-60 y en la de 1960-61, disputadas en el Estadio Santiago Bernabéu ante el cinco veces campeón de Europa. El precedente de ganar títulos en el estadio de los madridistas sería años después una circunstancia a sucederse en las finales de Copa, y un motivo más para la rivalidad entre ambos. Además, los colchoneros lograron en ese tiempo su primer título internacional, al alzarse con la Recopa de Europa de 1961-62.

## Resumen de enfrentamientos

### En Campeonato Regional Centro
El Campeonato Regional Centro o Mancomunado, creado como "Campeonato o Concurso de Madrid" fue una competición de fútbol española que disputaban en sus inicios (más tarde se añadirían otras regiones) los clubes de la Federación Castellana de Fútbol. Los primeros clasificados se clasificaban para el Campeonato de España o Torneo de Copa, representando en sus primeras ediciones a la ciudad de Madrid y más adelante a la Federación Castellana de Fútbol, fundada en 1913. Por este torneo los 2 equipos se enfrentaron en 56 ocasiones, con 32 victorias para el Real Madrid, 14 para el Atlético y 10 empates.

### Copa Federación Centro
La Copa Federación Centro fue la segunda competición en importancia, organizada por la Federación Castellana de Fútbol, después del Campeonato Regional Centro. Fue un torneo disputado por los mejores clubes de la región centro, en formato "Copa" por eliminación. Fue también denominada Copa de Castilla y Copa Predidente de la Federación Castellana de Fútbol. Por este torneo oficial se enfrentaron en 5 oportunidades, ganando 4 partidos el Real Madrid, y 1 el Atlético.

### En Liga española

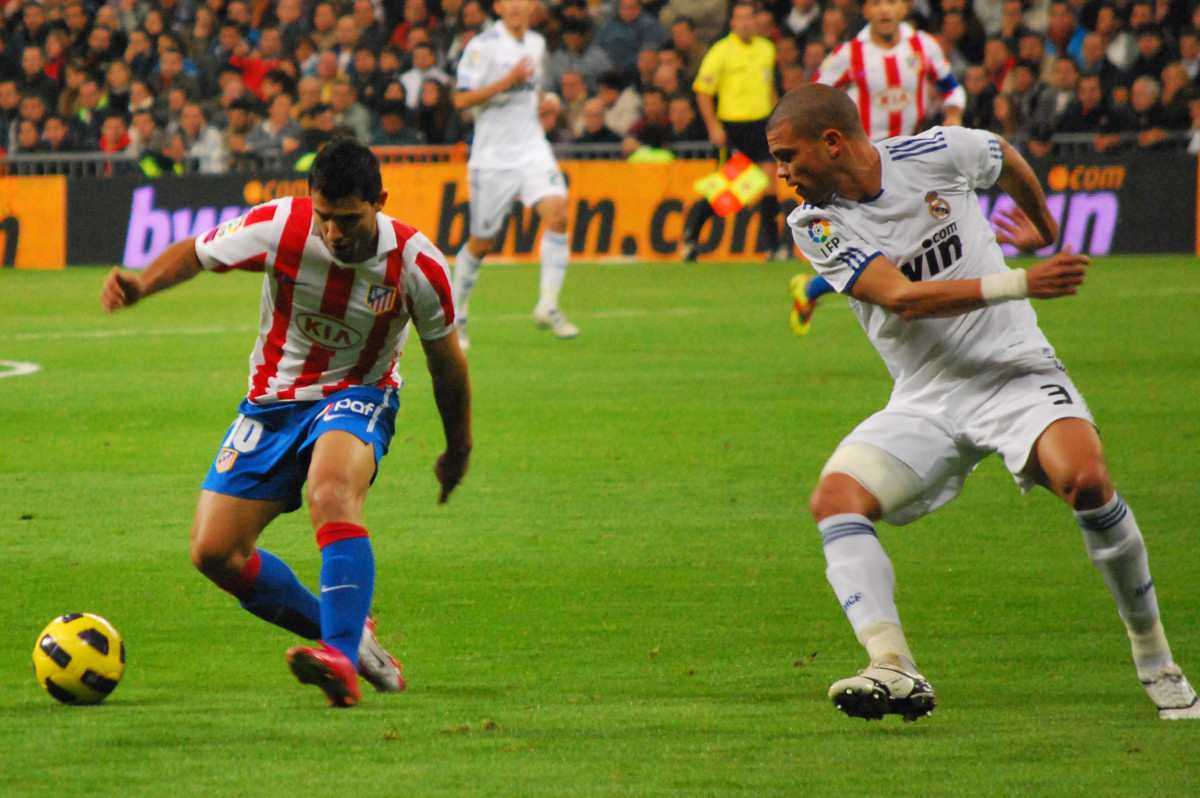
Kun Agüero (izquierda) y Pepe (derecha) durante un derbi en 2010.

Aún se sigue esperando con especial interés la disputa de estos enfrentamientos, siendo uno de los grandes partidos de España.
En la final de Copa de 2013 los atléticos consiguieron vencer en campo rival en la Copa del Rey jugando de visitante, y consiguieron romper la peor racha de encuentros consecutivos globales sin ganar al eterno rival, con un total de veinticuatro perdidos en los últimos catorce años, y cortando una racha de nueve derrotas consecutivas en sus enfrentamientos, récord de cualquiera de los dos equipos. El derbi del 27 de abril de 1958 se recordó por ser el primer partido de fútbol retransmitido en directo por televisión en toda España.
En el historial de los partidos de Liga el Real Madrid aventaja ampliamente en victorias a su vecino de la capital, el Atlético de Madrid. La rivalidad proveniente del Campeonato Regional Centro siguió manifestándose en el Campeonato Nacional de Liga, viéndose unos encuentros muy igualados. Desde los años sesenta, fecha del famoso «Madrid de Di Stéfano», los blancos comenzaron a cobrar una mayor ventaja que se hizo más notable a partir de la década de 1970. Para la temporada 1972-73, eran solo 11 los encuentros que los «merengues» le llevaban de ventaja a los «colchoneros» en Liga.
Hasta la actualidad se han enfrentado en Liga un total de 174 oportunidades. El Real Madrid ganó en 91 ocasiones, el Atlético venció en 41, y empataron en 42 encuentros.
| Temporada | Local         | Visitante         | Local             | Visitante     |
| --------- | ------------- | ----------------- | ----------------- | ------------- |
| 1928/29   | Real Madrid 2 | Atlético Madrid 1 | Atlético Madrid 0 | Real Madrid 3 |
| 1929/30   | Real Madrid 4 | Atlético Madrid 1 | Atlético Madrid 2 | Real Madrid 1 |
| 1934/35   | Real Madrid 2 | Atlético Madrid 0 | Atlético Madrid 2 | Real Madrid 2 |
| 1935/36   | Real Madrid 3 | Atlético Madrid 1 | Atlético Madrid 2 | Real Madrid 3 |

| Temporada | Local         | Visitante         | Local             | Visitante     |
| --------- | ------------- | ----------------- | ----------------- | ------------- |
| 1939/40   | Real Madrid 2 | Atlético Madrid 0 | Atlético Madrid 2 | Real Madrid 1 |
| 1940/41   | Real Madrid 1 | Atlético Madrid 3 | Atlético Madrid 4 | Real Madrid 1 |
| 1941/42   | Real Madrid 4 | Atlético Madrid 1 | Atlético Madrid 2 | Real Madrid 0 |
| 1942/43   | Real Madrid 1 | Atlético Madrid 3 | Atlético Madrid 2 | Real Madrid 1 |
| 1943/44   | Real Madrid 3 | Atlético Madrid 2 | Atlético Madrid 3 | Real Madrid 1 |
| 1944/45   | Real Madrid 3 | Atlético Madrid 1 | Atlético Madrid 0 | Real Madrid 1 |
| 1945/46   | Real Madrid 2 | Atlético Madrid 1 | Atlético Madrid 3 | Real Madrid 1 |
| 1946/47   | Real Madrid 1 | Atlético Madrid 2 | Atlético Madrid 2 | Real Madrid 3 |
| 1947/48   | Real Madrid 1 | Atlético Madrid 1 | Atlético Madrid 5 | Real Madrid 0 |
| 1948/49   | Real Madrid 1 | Atlético Madrid 2 | Atlético Madrid 0 | Real Madrid 2 |
| 1949/50   | Real Madrid 4 | Atlético Madrid 2 | Atlético Madrid 5 | Real Madrid 1 |
| 1950/51   | Real Madrid 3 | Atlético Madrid 6 | Atlético Madrid 4 | Real Madrid 0 |
| 1951/52   | Real Madrid 2 | Atlético Madrid 1 | Atlético Madrid 3 | Real Madrid 2 |
| 1952/53   | Real Madrid 2 | Atlético Madrid 0 | Atlético Madrid 1 | Real Madrid 2 |
| 1953/54   | Real Madrid 2 | Atlético Madrid 1 | Atlético Madrid 3 | Real Madrid 4 |
| 1954/55   | Real Madrid 1 | Atlético Madrid 0 | Atlético Madrid 2 | Real Madrid 4 |
| 1955/56   | Real Madrid 3 | Atlético Madrid 2 | Atlético Madrid 1 | Real Madrid 0 |
| 1956/57   | Real Madrid 0 | Atlético Madrid 2 | Atlético Madrid 2 | Real Madrid 4 |
| 1957/58   | Real Madrid 0 | Atlético Madrid 0 | Atlético Madrid 1 | Real Madrid 1 |
| 1958/59   | Real Madrid 5 | Atlético Madrid 0 | Atlético Madrid 2 | Real Madrid 1 |
| 1959/60   | Real Madrid 3 | Atlético Madrid 2 | Atlético Madrid 3 | Real Madrid 3 |
| 1960/61   | Real Madrid 3 | Atlético Madrid 1 | Atlético Madrid 1 | Real Madrid 0 |
| 1961/62   | Real Madrid 2 | Atlético Madrid 1 | Atlético Madrid 1 | Real Madrid 0 |
| 1962/63   | Real Madrid 4 | Atlético Madrid 3 | Atlético Madrid 1 | Real Madrid 1 |
| 1963/64   | Real Madrid 5 | Atlético Madrid 1 | Atlético Madrid 0 | Real Madrid 1 |
| 1964/65   | Real Madrid 0 | Atlético Madrid 1 | Atlético Madrid 0 | Real Madrid 1 |
| 1965/66   | Real Madrid 3 | Atlético Madrid 1 | Atlético Madrid 1 | Real Madrid 1 |
| 1966/67   | Real Madrid 2 | Atlético Madrid 1 | Atlético Madrid 2 | Real Madrid 2 |
| 1967/68   | Real Madrid 0 | Atlético Madrid 0 | Atlético Madrid 1 | Real Madrid 1 |
| 1968/69   | Real Madrid 0 | Atlético Madrid 0 | Atlético Madrid 0 | Real Madrid 1 |
| 1969/70   | Real Madrid 1 | Atlético Madrid 1 | Atlético Madrid 3 | Real Madrid 0 |
| 1970/71   | Real Madrid 1 | Atlético Madrid 0 | Atlético Madrid 2 | Real Madrid 2 |
| 1971/72   | Real Madrid 1 | Atlético Madrid 0 | Atlético Madrid 4 | Real Madrid 1 |
| 1972/73   | Real Madrid 0 | Atlético Madrid 1 | Atlético Madrid 1 | Real Madrid 2 |
| 1973/74   | Real Madrid 2 | Atlético Madrid 0 | Atlético Madrid 0 | Real Madrid 2 |
| 1974/75   | Real Madrid 1 | Atlético Madrid 0 | Atlético Madrid 1 | Real Madrid 1 |
| 1975/76   | Real Madrid 1 | Atlético Madrid 0 | Atlético Madrid 1 | Real Madrid 0 |
| 1976/77   | Real Madrid 1 | Atlético Madrid 1 | Atlético Madrid 4 | Real Madrid 0 |
| 1977/78   | Real Madrid 4 | Atlético Madrid 2 | Atlético Madrid 1 | Real Madrid 3 |
| 1978/79   | Real Madrid 1 | Atlético Madrid 1 | Atlético Madrid 2 | Real Madrid 2 |
| 1979/80   | Real Madrid 4 | Atlético Madrid 0 | Atlético Madrid 1 | Real Madrid 1 |
| 1980/81   | Real Madrid 2 | Atlético Madrid 0 | Atlético Madrid 3 | Real Madrid 1 |
| 1981/82   | Real Madrid 2 | Atlético Madrid 1 | Atlético Madrid 2 | Real Madrid 3 |
| 1982/83   | Real Madrid 3 | Atlético Madrid 1 | Atlético Madrid 0 | Real Madrid 0 |
| 1983/84   | Real Madrid 5 | Atlético Madrid 0 | Atlético Madrid 1 | Real Madrid 0 |
| 1984/85   | Real Madrid 0 | Atlético Madrid 4 | Atlético Madrid 0 | Real Madrid 1 |
| 1985/86   | Real Madrid 2 | Atlético Madrid 1 | Atlético Madrid 0 | Real Madrid 1 |
| 1986/87   | Real Madrid 4 | Atlético Madrid 1 | Atlético Madrid 1 | Real Madrid 1 |
| 1987/88   | Real Madrid 0 | Atlético Madrid 4 | Atlético Madrid 1 | Real Madrid 3 |
| 1988/89   | Real Madrid 2 | Atlético Madrid 1 | Atlético Madrid 3 | Real Madrid 3 |
| 1989/90   | Real Madrid 3 | Atlético Madrid 1 | Atlético Madrid 3 | Real Madrid 3 |
| 1990/91   | Real Madrid 0 | Atlético Madrid 3 | Atlético Madrid 0 | Real Madrid 3 |
| 1991/92   | Real Madrid 3 | Atlético Madrid 2 | Atlético Madrid 2 | Real Madrid 0 |
| 1992/93   | Real Madrid 1 | Atlético Madrid 0 | Atlético Madrid 1 | Real Madrid 1 |
| 1993/94   | Real Madrid 1 | Atlético Madrid 0 | Atlético Madrid 0 | Real Madrid 0 |
| 1994/95   | Real Madrid 4 | Atlético Madrid 2 | Atlético Madrid 0 | Real Madrid 2 |
| 1995/96   | Real Madrid 1 | Atlético Madrid 0 | Atlético Madrid 1 | Real Madrid 2 |
| 1996/97   | Real Madrid 3 | Atlético Madrid 1 | Atlético Madrid 1 | Real Madrid 4 |
| 1997/98   | Real Madrid 1 | Atlético Madrid 1 | Atlético Madrid 1 | Real Madrid 1 |
| 1998-99   | Real Madrid 4 | Atlético Madrid 2 | Atlético Madrid 3 | Real Madrid 1 |
| 1999-00   | Real Madrid 1 | Atlético Madrid 3 | Atlético Madrid 1 | Real Madrid 1 |
| 2002-03   | Real Madrid 2 | Atlético Madrid 2 | Atlético Madrid 0 | Real Madrid 4 |
| 2003-04   | Real Madrid 2 | Atlético Madrid 0 | Atlético Madrid 1 | Real Madrid 2 |
| 2004-05   | Real Madrid 0 | Atlético Madrid 0 | Atlético Madrid 0 | Real Madrid 3 |
| 2005-06   | Real Madrid 2 | Atlético Madrid 1 | Atlético Madrid 0 | Real Madrid 3 |
| 2006-07   | Real Madrid 1 | Atlético Madrid 1 | Atlético Madrid 1 | Real Madrid 1 |
| 2007-08   | Real Madrid 2 | Atlético Madrid 1 | Atlético Madrid 0 | Real Madrid 2 |
| 2008-09   | Real Madrid 1 | Atlético Madrid 1 | Atlético Madrid 1 | Real Madrid 2 |
| 2009-10   | Real Madrid 3 | Atlético Madrid 2 | Atlético Madrid 2 | Real Madrid 3 |
| 2010-11   | Real Madrid 2 | Atlético Madrid 0 | Atlético Madrid 1 | Real Madrid 2 |
| 2011-12   | Real Madrid 4 | Atlético Madrid 1 | Atlético Madrid 1 | Real Madrid 4 |
| 2012-13   | Real Madrid 2 | Atlético Madrid 0 | Atlético Madrid 1 | Real Madrid 2 |
| 2013-14   | Real Madrid 0 | Atlético Madrid 1 | Atlético Madrid 2 | Real Madrid 2 |
| 2014-15   | Real Madrid 1 | Atlético Madrid 2 | Atlético Madrid 4 | Real Madrid 0 |
| 2015-16   | Real Madrid 0 | Atlético Madrid 1 | Atlético Madrid 1 | Real Madrid 1 |
| 2016-17   | Real Madrid 1 | Atlético Madrid 1 | Atlético Madrid 0 | Real Madrid 3 |
| 2017-18   | Real Madrid 1 | Atlético Madrid 1 | Atlético Madrid 0 | Real Madrid 0 |
| 2018-19   | Real Madrid 0 | Atlético Madrid 0 | Atlético Madrid 1 | Real Madrid 3 |
| 2019-20   | Real Madrid 1 | Atlético Madrid 0 | Atlético Madrid 0 | Real Madrid 0 |
| 2020-21   | Real Madrid 2 | Atlético Madrid 0 | Atlético Madrid 1 | Real Madrid 1 |
| 2021-22   | Real Madrid 2 | Atlético Madrid 0 | Atlético Madrid 1 | Real Madrid 0 |
| 2022-23   | Real Madrid 1 | Atlético Madrid 1 | Atlético Madrid 1 | Real Madrid 2 |
| 2023-24   | Real Madrid 1 | Atlético Madrid 1 | Atlético Madrid 3 | Real Madrid 1 |

### Copa del Rey
En este certamen los enfrentamientos están mucho más equiparados. A lo largo de la historia se enfrentaron en cuarenta y cuatro encuentros. Los madridistas ganaron dieciocho mientras que los rojiblancos vencieron en doce oportunidades, empatando en catorce ocasiones.

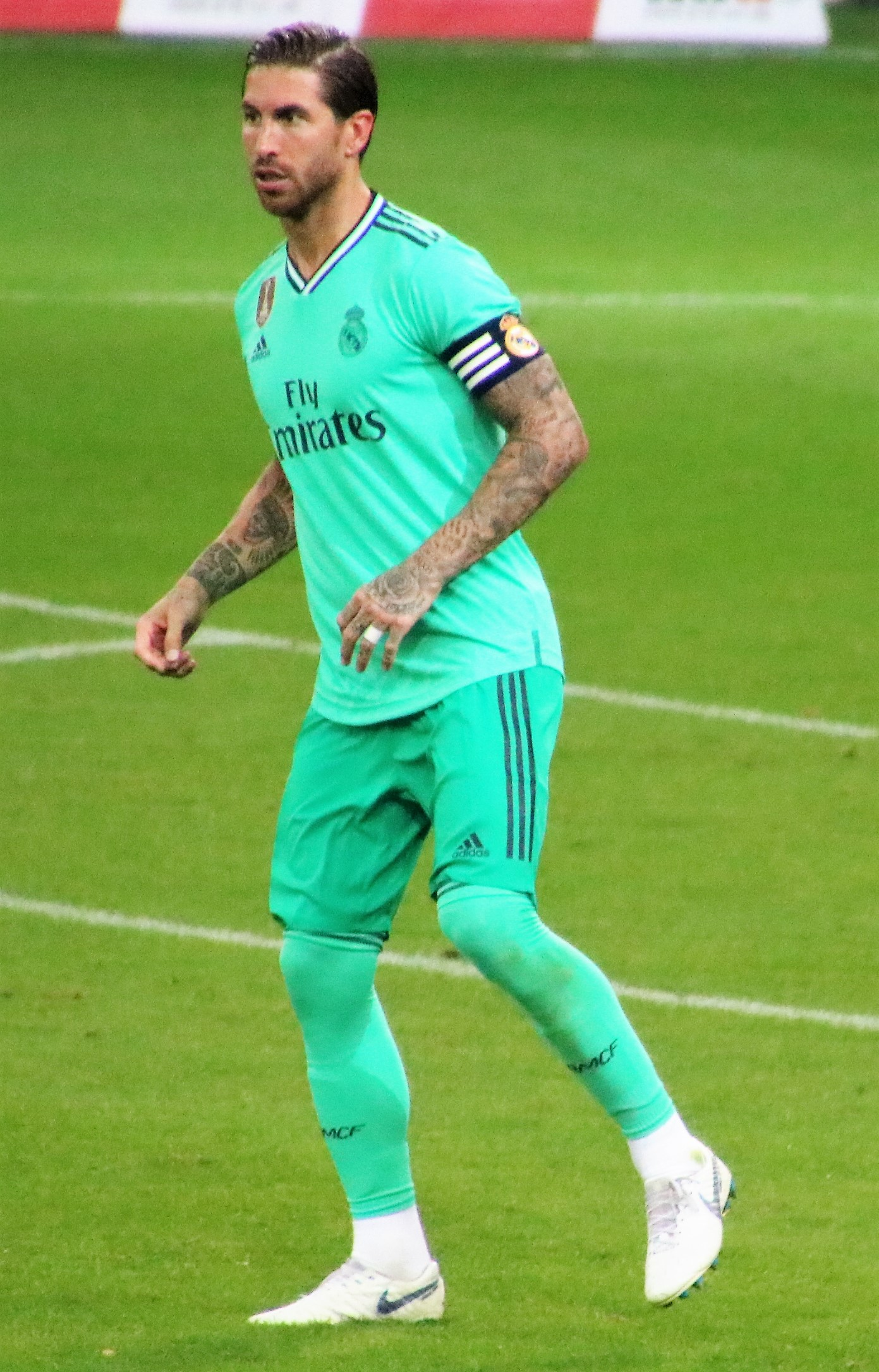
Sergio Ramos, jugador que más derbis ha disputado en la historia con 43 en 16 años, tras superar en 2020 los 42 de Paco Gento y Manolo Sanchís.

Ambos conjuntos se cruzaron en veinticuatro oportunidades siendo el balance favorece al Real Madrid C. F., eliminando a su clásico rival en trece oportunidades, mientras que el Atlético de Madrid superó el enfrentamiento once veces.
En cuanto a las finales del Campeonato de España —actualmente conocida como la Copa del Rey—, se enfrentaron en el partido decisivo de esta competición en cinco oportunidades: 1960, 1961, 1975, 1992, y 2013, y el Atlético derrotó al Real Madrid en cuatro de ellas (1960, 1961, 1992 y 2013) —siendo todas ellas en el Estadio Santiago Bernabéu—, mientras que los blancos vencieron en una ocasión (1975, en el Estadio Vicente Calderón).
En 1960, la victoria fue para los rojiblancos por 3 a 1 en el Estadio Santiago Bernabéu, con goles de Jones, Joaquín Peiró y Enrique Collar, descontando Ferenc Puskás para el Real.
En 1961, nuevamente el Atlético derrotó a su clásico rival en pleno Bernabéu por 3 a 2, señalando 2 goles Joaquín Peiró y uno Mendonça. Para los madridistas descontaron Alfredo Di Stéfano y el húngaro Puskás.
En 1975, la victoria fue para el Real Madrid en el Estadio Vicente Calderón por medio de definición por penaltis; luego de un empate a cero en el tiempo reglamentario.
En la temporada 1991-92, el Atlético de Madrid volvió a obtener la Copa del Rey en el Estadio Santiago Bernabéu, luego de derrotar al Real Madrid por 2 a 0, con tantos de Paulo Futre y Bernd Schuster.
En la temporada 2012-13 volvieron a cruzarse en la final de Copa, y otra vez en el Santiago Bernabéu, donde los atléticos doblegaron a los madridistas por 1-2 tras la prórroga. En los 90 minutos el encuentro finalizó con un empate a un gol merced a los tantos de Cristiano Ronaldo a la salida de un córner, y de Diego Costa tras recibir el balón de Radamel Falcao. En la prórroga, un cabezazo de João Miranda decretó el resultado final que le dio la victoria al Atlético, y cortó una racha de catorce años sin vencer a su clásico rival en partidos oficiales. Así, el equipo «colchonero» obtuvo su décima Copa del Rey en la historia de la mano de Diego Simeone como entrenador ante su clásico rival, y otra vez en el Bernabéu.
Se enfrentaron nuevamente en la temporada 2013-14, esta vez en semifinales. El primer encuentro fue favorable a los blancos por 3-0, y la vuelta disputada en el Estadio Vicente Calderón se saldó también con victoria merengue por 2 a 0, pasando el Real Madrid a la final por un global de 5 a 0.
El siguiente cruce en la Copa del Rey entre ambos se daría en los octavos de final de la temporada 2014-15. El primer encuentro fue favorable a los rojiblancos por 2-0, y la vuelta disputada en el Estadio Santiago Bernabéu se saldó con empate por 2-2, pasando el Atlético de Madrid a la siguiente fase por un global de 4 a 2.
Hubo un nuevo cruce eliminatorio entre ambos en los cuartos de final de la temporada 2022-23 donde se jugó a partido único en el Estadio Santiago Bernabéu. El Atlético de Madrid se iría adelante con gol de Álvaro Morata en el primer tiempo, pero el Real Madrid logró anotar el empate por medio de Rodrygo Goes a pocos minutos del final, por lo que la llave se definió en el tiempo suplementario donde Karim Benzema y Vinícius Júnior convirtieron los tantos finales con los que el cuadro merengue derrotó a su rival 3 a 1 y se clasificó a la semifinal de esta edición del torneo.
El último antecedente de un cruce en la Copa del Rey entre ambos fue en la edición 2023-24, donde el Atlético derrotó al Real Madrid 4 a 2 en los octavos de final. El encuentro se jugó el 18 de enero de 2024 en el Estadio Civitas Metropolitano, y los goles colchoneros fueron marcados por Samuel Lino, Álvaro Morata, Antoine Griezmann y Rodrigo Riquelme, mientras que Jan Oblak en contra de su arco y Joselu señalaron los tantos madridistas.
| \| Temporada \| Local \| Visitante \| Local \| Visitante \| Notas \| \| --------- \| ------------- \| ----------------- \| ----------------- \| ------------- \| --------------------- \| \| 1927-28 \| Real Madrid 3 \| Atlético Madrid 0 \| Atlético Madrid 0 \| Real Madrid 1 \| Fase de grupos. \| \| 1949-50 \| Real Madrid 6 \| Atlético Madrid 3 \| Atlético Madrid 1 \| Real Madrid 0 \| Cuartos de final. \| \| 1950-51 \| Real Madrid 1 \| Atlético Madrid 1 \| Atlético Madrid 0 \| Real Madrid 1 \| Cuartos de final. \| \| 1957-58 \| Real Madrid 4 \| Atlético Madrid 0 \| Atlético Madrid 0 \| Real Madrid 1 \| Octavos de final. \| \| 1959-60 \| - \| - \| Atlético Madrid 3 \| Real Madrid 1 \| Final. \| \| 1960-61 \| - \| - \| Atlético Madrid 3 \| Real Madrid 2 \| Final. \| \| 1963-64 \| Real Madrid 2 \| Atlético Madrid 2 \| Atlético Madrid 1 \| Real Madrid 1 \| Cuartos de final. \| \| 1963-64 \| - \| - \| Atlético Madrid 2 \| Real Madrid 1 \| Partido de desempate. \| \| 1964-65 \| Real Madrid 1 \| Atlético Madrid 0 \| Atlético Madrid 4 \| Real Madrid 0 \| Octavos de final. \| \| 1968-69 \| Real Madrid 0 \| Atlético Madrid 0 \| Atlético Madrid 2 \| Real Madrid 1 \| Octavos de final. \| \| 1974-75 \| Real Madrid 0 \| Atlético Madrid 0 \| - \| - \| Final. \| \| 1978-79 \| Real Madrid 2 \| Atlético Madrid 2 \| Atlético Madrid 1 \| Real Madrid 1 \| Tercera ronda. \| \| 1979-80 \| Real Madrid 1 \| Atlético Madrid 1 \| Atlético Madrid 0 \| Real Madrid 0 \| Semifinales. \| \| 1981-82 \| Real Madrid 0 \| Atlético Madrid 0 \| Atlético Madrid 0 \| Real Madrid 1 \| Cuartos de final. \| \| 1986-87 \| Real Madrid 3 \| Atlético Madrid 2 \| Atlético Madrid 2 \| Real Madrid 0 \| Semifinales. \| \| 1988-89 \| Real Madrid 1 \| Atlético Madrid 0 \| Atlético Madrid 0 \| Real Madrid 2 \| Semifinales. \| \| 1989-90 \| Real Madrid 2 \| Atlético Madrid 0 \| Atlético Madrid 0 \| Real Madrid 0 \| Octavos de final. \| \| 1990-91 \| Real Madrid 1 \| Atlético Madrid 1 \| Atlético Madrid 1 \| Real Madrid 0 \| Octavos de final. \| \| 1991-92 \| - \| - \| Atlético Madrid 2 \| Real Madrid 0 \| Final. \| \| 1993-94 \| Real Madrid 2 \| Atlético Madrid 2 \| Atlético Madrid 2 \| Real Madrid 3 \| Octavos de final. \| \| 2010-11 \| Real Madrid 3 \| Atlético Madrid 1 \| Atlético Madrid 0 \| Real Madrid 1 \| Cuartos de final. \| \| 2012-13 \| Real Madrid 1 \| Atlético Madrid 2 \| - \| - \| Final. \| \| 2013-14 \| Real Madrid 3 \| Atlético Madrid 0 \| Atlético Madrid 0 \| Real Madrid 2 \| Semifinales. \| \| 2014-15 \| Real Madrid 2 \| Atlético Madrid 2 \| Atlético Madrid 2 \| Real Madrid 0 \| Octavos de final. \| \| 2022-23 \| Real Madrid 3 \| Atlético Madrid 1 \| - \| - \| Cuartos de final. \| \| 2023-24 \| \| \| Atlético Madrid 4 \| Real Madrid 2 \| Octavos de final. \| Datos actualizados al último partido jugado el: 18 de enero de 2024. |               |                   |                   |               |                       |
| Temporada | Local         | Visitante         | Local             | Visitante     | Notas                 |
| 1927-28 | Real Madrid 3 | Atlético Madrid 0 | Atlético Madrid 0 | Real Madrid 1 | Fase de grupos.       |
| 1949-50 | Real Madrid 6 | Atlético Madrid 3 | Atlético Madrid 1 | Real Madrid 0 | Cuartos de final.     |
| 1950-51 | Real Madrid 1 | Atlético Madrid 1 | Atlético Madrid 0 | Real Madrid 1 | Cuartos de final.     |
| 1957-58 | Real Madrid 4 | Atlético Madrid 0 | Atlético Madrid 0 | Real Madrid 1 | Octavos de final.     |
| 1959-60 | -             | -                 | Atlético Madrid 3 | Real Madrid 1 | Final.                |
| 1960-61 | -             | -                 | Atlético Madrid 3 | Real Madrid 2 | Final.                |
| 1963-64 | Real Madrid 2 | Atlético Madrid 2 | Atlético Madrid 1 | Real Madrid 1 | Cuartos de final.     |
| 1963-64 | -             | -                 | Atlético Madrid 2 | Real Madrid 1 | Partido de desempate. |
| 1964-65 | Real Madrid 1 | Atlético Madrid 0 | Atlético Madrid 4 | Real Madrid 0 | Octavos de final.     |
| 1968-69 | Real Madrid 0 | Atlético Madrid 0 | Atlético Madrid 2 | Real Madrid 1 | Octavos de final.     |
| 1974-75 | Real Madrid 0 | Atlético Madrid 0 | -                 | -             | Final.                |
| 1978-79 | Real Madrid 2 | Atlético Madrid 2 | Atlético Madrid 1 | Real Madrid 1 | Tercera ronda.        |
| 1979-80 | Real Madrid 1 | Atlético Madrid 1 | Atlético Madrid 0 | Real Madrid 0 | Semifinales.          |
| 1981-82 | Real Madrid 0 | Atlético Madrid 0 | Atlético Madrid 0 | Real Madrid 1 | Cuartos de final.     |
| 1986-87 | Real Madrid 3 | Atlético Madrid 2 | Atlético Madrid 2 | Real Madrid 0 | Semifinales.          |
| 1988-89 | Real Madrid 1 | Atlético Madrid 0 | Atlético Madrid 0 | Real Madrid 2 | Semifinales.          |
| 1989-90 | Real Madrid 2 | Atlético Madrid 0 | Atlético Madrid 0 | Real Madrid 0 | Octavos de final.     |
| 1990-91 | Real Madrid 1 | Atlético Madrid 1 | Atlético Madrid 1 | Real Madrid 0 | Octavos de final.     |
| 1991-92 | -             | -                 | Atlético Madrid 2 | Real Madrid 0 | Final.                |
| 1993-94 | Real Madrid 2 | Atlético Madrid 2 | Atlético Madrid 2 | Real Madrid 3 | Octavos de final.     |
| 2010-11 | Real Madrid 3 | Atlético Madrid 1 | Atlético Madrid 0 | Real Madrid 1 | Cuartos de final.     |
| 2012-13 | Real Madrid 1 | Atlético Madrid 2 | -                 | -             | Final.                |
| 2013-14 | Real Madrid 3 | Atlético Madrid 0 | Atlético Madrid 0 | Real Madrid 2 | Semifinales.          |
| 2014-15 | Real Madrid 2 | Atlético Madrid 2 | Atlético Madrid 2 | Real Madrid 0 | Octavos de final.     |
| 2022-23 | Real Madrid 3 | Atlético Madrid 1 | -                 | -             | Cuartos de final.     |
| 2023-24 |               |                   | Atlético Madrid 4 | Real Madrid 2 | Octavos de final.     |

### Supercopa de España
En la Supercopa de España se han enfrentado únicamente en cuatro ocasiones, correspondientes a la final a doble partido de la edición de 2014, a la final a partido único de la temporada 2019-20, y a la semifinal a partido único de la temporada 2023-24. 
A la edición de 2014, acudieron como campeón de Liga los atléticos, y como campeones de Copa los madridistas, saliendo vencedores los rojiblancos tras un 2-1 global. La victoria por 1 a 0 del Atlético en el juego de vuelta disputado en el Estadio Vicente Calderón supuso el corte a una racha de 15 años sin victorias en partidos oficiales ante su clásico rival actuando en casa.
Mientras tanto, para la edición 2019-20, se propuso la creación de un nuevo modelo para la Supercopa de España, con la participación de cuatro equipos (retomando así el formato de uno de sus precedentes, la Copa Presidente de 1941-47) y que se jugó fuera de España. Los dos mejores clasificados de la Liga 2018-19 y los dos finalistas de la Copa 2018-19 se enfrentaron en un formato eliminatorio de final a cuatro en enero de 2020 en el estadio King Abdullah Sports City, de Arabia Saudita. En una de las semifinales, el Real Madrid derrotó al Valencia por 3-1, mientras que en la otra semifinal, el Atlético hizo lo propio contra el Barcelona, al vencerlo 3-2. Así, ambos conjuntos madrileños llegaron a la final del torneo, que finalmente conquistaron los madridistas en la tanda de penaltis tras el 0-0 de la final.
En 2024 volvieron a encontrarse en semifinales del torneo celebrado en Arabia Saudita; tras un partido frenético, con alternancias en el marcador, Dani Carvajal forzó la prórroga en la que finalmente se impuso el Real Madrid por 5-3.
| \| Temporada \| Local \| \| Visitante \| Local \| \| Visitante \| Notas \| \| --------- \| ----------- \| ----- \| --------------- \| --------------- \| ----- \| ----------- \| ------------ \| \| 2014-15 \| Real Madrid \| 1 - 1 \| Atlético Madrid \| Atlético Madrid \| 1 - 0 \| Real Madrid \| Final. \| \| 2019-20 \| Real Madrid \| 0 - 0 \| Atlético Madrid \| \| \| \| Final. \| \| 2023-24 \| Real Madrid \| 5 - 3 \| Atlético Madrid \| \| \| \| Semifinales. \| Datos actualizados al último partido jugado el:10 de enero de 2024. |             |       |                 |                 |       |             |              |
| |             |       |                 |                 |       |             |              |
| Temporada | Local       |       | Visitante       | Local           |       | Visitante   | Notas        |
| 2014-15 | Real Madrid | 1 - 1 | Atlético Madrid | Atlético Madrid | 1 - 0 | Real Madrid | Final.       |
| 2019-20 | Real Madrid | 0 - 0 | Atlético Madrid |                 |       |             | Final.       |
| 2023-24 | Real Madrid | 5 - 3 | Atlético Madrid |                 |       |             | Semifinales. |

### Copa de la Liga
Por Copa de la Liga (torneo oficial ya extinto) se enfrentaron en 4 oportunidades y aquí es el Atlético quien lleva la delantera en el global. Los colchoneros vencieron en 2 encuentros, el Real Madrid 1, e igualaron el restante.
En la final de la temporada 1984-85, la victoria fue para el Real Madrid. En el cotejo de ida, disputado en el Estadio Vicente Calderón, la victoria fue 3 a 2 en favor de los rojiblancos, con tantos de Rubio, Arteche y Cabrera, mientras que Pineda y Santillana marcaron para los blancos.
En el juego de vuelta, disputado en el Estadio Santiago Bernabéu, el Real Madrid ganó por 2 a 0, con tantos de Uli Stielike y Míchel, y obtuvo la Copa.
| \| Temporada \| Local \| \| Visitante \| Local \| \| Visitante \| Notas \| \| --------- \| ----------- \| ----- \| --------------- \| --------------- \| ----- \| ----------- \| -------------- \| \| 1983/84 \| Real Madrid \| 1 - 1 \| Atlético Madrid \| Atlético Madrid \| 3 - 2 \| Real Madrid \| Primera ronda. \| \| 1984/85 \| Real Madrid \| 2 - 0 \| Atlético Madrid \| Atlético Madrid \| 3 - 2 \| Real Madrid \| Final. \| Datos actualizados al último partido jugado el: 15 de junio de 1985. |             |       |                 |                 |       |             |                |
| Temporada | Local       |       | Visitante       | Local           |       | Visitante   | Notas          |
| 1983/84 | Real Madrid | 1 - 1 | Atlético Madrid | Atlético Madrid | 3 - 2 | Real Madrid | Primera ronda. |
| 1984/85 | Real Madrid | 2 - 0 | Atlético Madrid | Atlético Madrid | 3 - 2 | Real Madrid | Final.         |

### Liga de Campeones de la UEFA

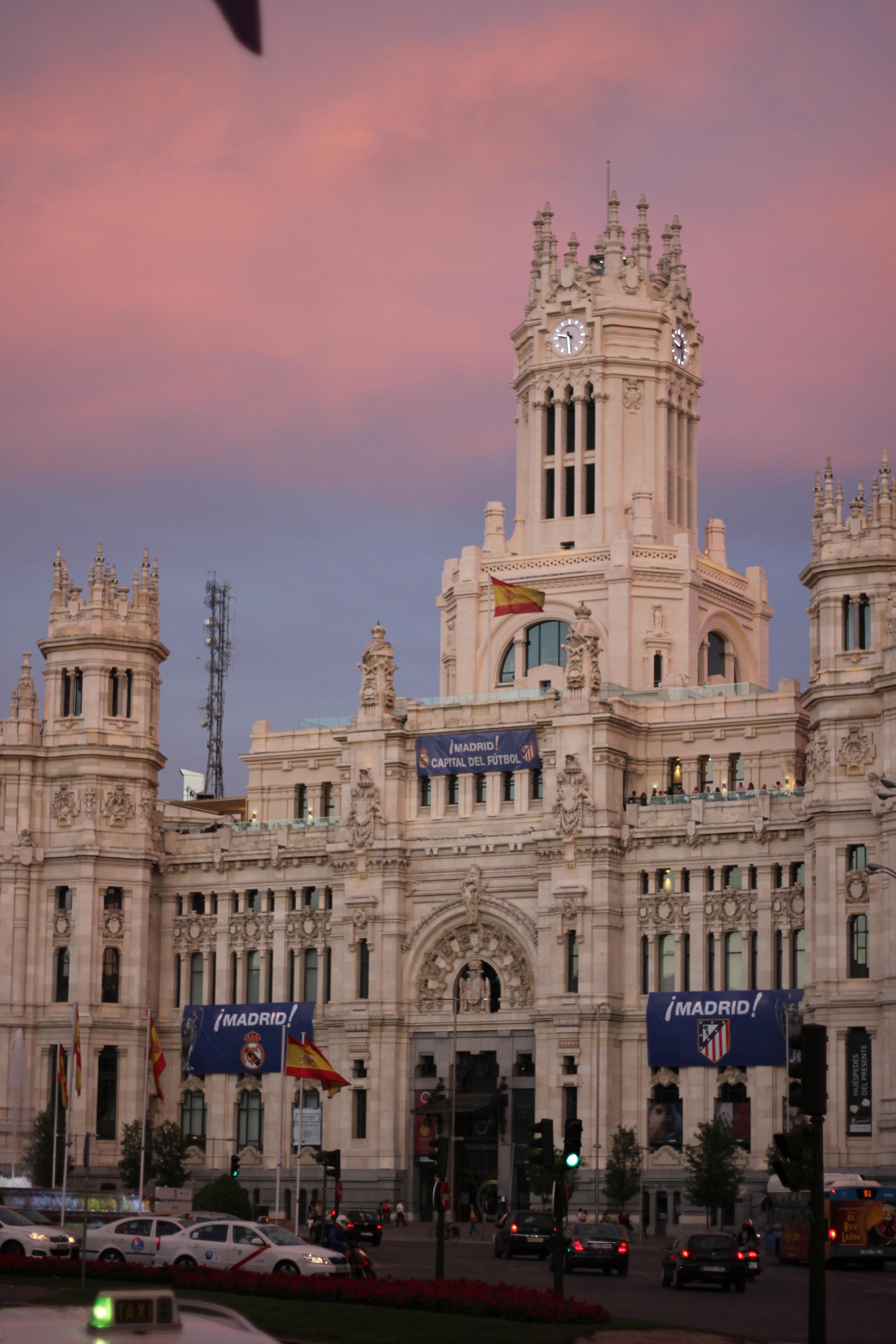
Palacio de Cibeles engalanado con los escudos antes de la final europea entre ambos clubes (2014).

Por el máximo torneo europeo a nivel de clubes se enfrentaron en cuatro ediciones. La primera tuvo lugar en la edición de 1958-59. El Real Madrid, como campeón de la Copa de Europa de la temporada anterior, y el Atlético de Madrid, segundo clasificado de la Liga española de fútbol de la temporada anterior —al ser el vencedor de la competición doméstica también el Real Madrid—, eliminaron a distintos rivales, y se enfrentaron en semifinales a doble partido.
El partido de ida fue favorable a los blancos que derrotaron a su clásico rival por 2-1, mientras que en la vuelta la victoria fue para el Atlético por 1-0. Tuvieron que jugar un duelo de desempate en Zaragoza y allí, la victoria fue para el Real Madrid por 2-1. De esta manera, logró el pase a la final de la competición, que finalmente obtuvo, derrotando al Stade de Reims de Francia en la final.
La segunda, se produjo en la final de la edición de 2013-14, siendo la primera vez que dos conjuntos de la misma ciudad se enfrentaban en el duelo decisivo. En ella, disputada en el Estádio da Luz de Lisboa, Diego Godín de cabeza adelantó a los colchoneros antes de que Sergio Ramos igualase el encuentro a la salida de un córner en el minuto 93 impidiendo el primer título rojiblanco en la competición. En la prórroga los madridistas sellaron el 4-1 definitivo, quienes alzaron así su décimo título de la competición.
En las dos ediciones siguientes volvieron a enfrentarse, primero en los cuartos de final de la edición 2014-15 marcada por ánimo de revancha en ambos lados tras la final continental perdida por los atléticos y la sucesión de siete partidos sin vencer de los blancos desde Lisboa, y la segunda nuevamente en la final. El Real Madrid venció la eliminatoria por 1-0 en el global, para pasar a las semifinales.
En la edición siguiente, el club blanco logró levantar su undécimo título de campeón de Europa tras ganarle al Atlético en la final 5-3 en la tanda de penaltis, después del empate a un gol en los 90 minutos reglamentarios y tras los 30 minutos de tiempo extra. Dicho encuentro se jugó el 28 de mayo de 2016 en el Estadio San Siro de Milán. Estos títulos y subcampeonatos colocaron a Madrid como la ciudad con más títulos con 11 y con más subcampeonatos con 6 en la final continental tras superar las 10 victorias y mismos subcampeonatos de precisamente la ciudad transalpina. Fue el preludio de un cuarto enfrentamiento consecutivo en la competición, esta vez en semifinales, donde se impusieron los madridistas por 3-0 en el Estadio Santiago Bernabéu merced a un hat-trick de Cristiano Ronaldo, mientras que en el partido de vuelta —último en competición europea celebrado en el Estadio Vicente Calderón debido al cambio de recinto del club rojiblanco para la siguiente temporada—, finalizó con un resultado de 2-1 favorable a los rojiblancos pero insuficiente para remontar la eliminatoria. Los madridistas llegaron así a su tercera final de la competición en cuatro años.
| \| Temporada \| Local \| \| Visitante \| Local \| \| Visitante \| Notas \| \| --------- \| ----------- \| ----- \| --------------- \| --------------- \| ----- \| ----------- \| --------------------- \| \| 1958/59 \| Real Madrid \| 2 - 1 \| Atlético Madrid \| Atlético Madrid \| 1 - 0 \| Real Madrid \| Semifinales. \| \| 1958/59 \| Real Madrid \| 2 - 1 \| Atlético Madrid \| - \| \| - \| Partido de desempate. \| \| 2013/14 \| Real Madrid \| 4 - 1 \| Atlético Madrid \| - \| \| - \| Final. \| \| 2014/15 \| Real Madrid \| 1 - 0 \| Atlético Madrid \| Atlético Madrid \| 0 - 0 \| Real Madrid \| Cuartos de final. \| \| 2015/16 \| Real Madrid \| 1 - 1 \| Atlético Madrid \| - \| \| - \| Final. \| \| 2016/17 \| Real Madrid \| 3 - 0 \| Atlético Madrid \| Atlético Madrid \| 2 - 1 \| Real Madrid \| Semifinales. \| Datos actualizados al último partido jugado el:10 de mayo de 2017. |             |       |                 |                 |       |             |                       |
| Temporada | Local       |       | Visitante       | Local           |       | Visitante   | Notas                 |
| 1958/59 | Real Madrid | 2 - 1 | Atlético Madrid | Atlético Madrid | 1 - 0 | Real Madrid | Semifinales.          |
| 1958/59 | Real Madrid | 2 - 1 | Atlético Madrid | -               |       | -           | Partido de desempate. |
| 2013/14 | Real Madrid | 4 - 1 | Atlético Madrid | -               |       | -           | Final.                |
| 2014/15 | Real Madrid | 1 - 0 | Atlético Madrid | Atlético Madrid | 0 - 0 | Real Madrid | Cuartos de final.     |
| 2015/16 | Real Madrid | 1 - 1 | Atlético Madrid | -               |       | -           | Final.                |
| 2016/17 | Real Madrid | 3 - 0 | Atlético Madrid | Atlético Madrid | 2 - 1 | Real Madrid | Semifinales.          |

### Supercopa de Europa
El 15 de agosto de 2018 se produjo el único partido entre ambos equipos en esta competición, en el estadio A. Le Coq Arena, Tallin, Estonia. El encuentro se saldó con la victoria del cuadro colchonero por 4 a 2 tras la disputa de la prórroga, ya que en los 90 minutos habían empatado 2 a 2.
| \| Temporada \| Local \| \| Visitante \| Notas \| \| --------- \| ----------- \| ----- \| --------------- \| ------ \| \| 2018-19 \| Real Madrid \| 2 - 4 \| Atlético Madrid \| Final. \| Datos actualizados al último partido jugado el:15 de agosto de 2018. |             |       |                 |        |
| Temporada | Local       |       | Visitante       | Notas  |
| 2018-19 | Real Madrid | 2 - 4 | Atlético Madrid | Final. |

## Estadísticas
Para un completo resumen estadístico de los enfrentamientos véase Estadísticas del derbi madrileño

### Balance de enfrentamientos
El enfrentamiento del derbi madrileño es el más repetido en el fútbol español con 301 partidos, superando a otros de los grandes partidos del panorama nacional como los enfrentamientos de «el Clásico», de «el Viejo Clásico», o del derbi barcelonés.
A continuación se resumen todos los encuentros disputados entre ambos equipos en todas las competiciones oficiales. Entre ellos no se incluyen dos partidos disputados del Campeonato Regional Centro al ser jugados por los segundos y terceros equipos de los clubes en la temporada 1906-07, ni los goles de un partido de la edición 1907-08 al resolverse por incomparecencia.
| Competición                                                           | PJ  | Ganó RMA | E  | Ganó ATM | G.RMA | G.ATM |
| --------------------------------------------------------------------- | --- | -------- | -- | -------- | ----- | ----- |
| Campeonato de Liga                                                    | 175 | 91       | 43 | 41       | 301   | 225   |
| Campeonato de España de Copa                                          | 44  | 18       | 14 | 12       | 62    | 50    |
| Supercopa de España                                                   | 4   | 1        | 2  | 1        | 6     | 5     |
| Copa de la Liga                                                       | 4   | 1        | 1  | 2        | 7     | 7     |
| Liga de Campeones                                                     | 11  | 6        | 2  | 3        | 16    | 9     |
| Supercopa de Europa                                                   | 1   | 0        | 0  | 1        | 2     | 4     |
| Total de partidos nacionales e internacionales oficiales              | 239 | 117      | 62 | 60       | 394   | 300   |
| Campeonato Regional                                                   | 57  | 33       | 10 | 14       | 113   | 74    |
| Copa Regional (1)                                                     | 5   | 4        | 0  | 1        | 15    | 5     |
| Total oficial de partidos nacionales, internacionales y regionales    | 301 | 154      | 72 | 75       | 522   | 379   |
| 1Se incluye la Copa Presidente de la Federación Castellana de Fútbol. |     |          |    |          |       |       |

### Partidos que decidieron un título
Ambos clubes se han enfrentado para decidir un título oficial en un total de diecisiete veces, con un balance de nueve títulos para los madridistas, y ocho para los atléticos, siendo en la Copa del Rey —otrora Campeonato de España— donde se ha repetido más veces el encuentro con cinco finales disputadas, con cuatro victorias del conjunto rojiblanco y una por parte del conjunto blanco. El resto de enfrentamientos corresponden; seis de las también desaparecidas Copa Regional y Campeonato Regional en sus diferentes denominaciones favorable por 4-2 a los de Chamartín, dos a la Supercopa de España empatado a un título por ambos lados, dos de la Liga de Campeones decantadas del lado merengue, uno a la extinta Copa de la Liga favorable a los madridistas, y uno a la Supercopa de Europa a favor de los colchoneros. A continuación se detallan los resultados de dichos partidos desde el primero de ellos producido en 1913.
Nombres de equipos en la época. Indicados partidos de finales definitorios de un título.
| Temporada                            | Campeón                      | Resultado                    | Subcampeón                   | Sede Final                                                           |
| Campeonato de España de Copa         | Campeonato de España de Copa | Campeonato de España de Copa | Campeonato de España de Copa |                                                                      |
| ------------------------------------ | ---------------------------- | ---------------------------- | ---------------------------- | -------------------------------------------------------------------- |
| 1959-60                              | Atlético de Madrid           | 3 - 1                        | Real Madrid Club de Fútbol   | Estadio Santiago Bernabéu, Madrid                                    |
| 1960-61                              | Atlético de Madrid           | 3 - 2                        | Real Madrid Club de Fútbol   | Estadio Santiago Bernabéu, Madrid                                    |
| 1974-75                              | Real Madrid Club de Fútbol   | 0 - 0 (4 - 3 pen.)           | Atlético de Madrid           | Estadio Vicente Calderón, Madrid                                     |
| 1991-92                              | Atlético de Madrid           | 2 - 0                        | Real Madrid Club de Fútbol   | Estadio Santiago Bernabéu, Madrid                                    |
| 2012-13                              | Atlético de Madrid           | 2 - 1 (pró.)                 | Real Madrid Club de Fútbol   | Estadio Santiago Bernabéu, Madrid                                    |
| Copa Federación Centro (extinta)     |                              |                              |                              |                                                                      |
| 1922-23                              | Real Madrid Foot-Ball Club   | 6 - 2                        | Athletic Club de Madrid      | Velódromo de Ciudad Lineal, Madrid                                   |
| 1927-28                              | Real Madrid Foot-Ball Club   | 3 - 0                        | Athletic Club de Madrid      | Estadio de Chamartín, Madrid                                         |
| 1940-41                              | Club Atlético-Aviación       | 0 - 1, 3 - 0                 | Real Madrid Club de Fútbol   | Estadio de Chamartín, Madrid / Estadio de Vallecas, Madrid           |
| 1943-44                              | Real Madrid Club de Fútbol   | 5 - 0                        | Club Atlético-Aviación       | Estadio de Chamartín, Madrid                                         |
| Liga de Campeones                    |                              |                              |                              |                                                                      |
| 2013-14                              | Real Madrid Club de Fútbol   | 4 - 1 (pró.)                 | Atlético de Madrid           | Estádio da Luz, Lisboa                                               |
| 2015-16                              | Real Madrid Club de Fútbol   | 1 - 1 (5 - 3 pen.)           | Atlético de Madrid           | Estadio Giuseppe Meazza, Milán                                       |
| Supercopa de España                  |                              |                              |                              |                                                                      |
| 2014-15                              | Atlético de Madrid           | 1 - 1, 1 - 0                 | Real Madrid Club de Fútbol   | Estadio Santiago Bernabéu, Madrid / Estadio Vicente Calderón, Madrid |
| 2019-20                              | Real Madrid Club de Fútbol   | 0 - 0 (4 - 1 pen.)           | Atlético de Madrid           | King Abdullah Sports City, Yeda                                      |
| Supercopa de Europa                  |                              |                              |                              |                                                                      |
| 2018                                 | Atlético de Madrid           | 4 - 2 (pró.)                 | Real Madrid Club de Fútbol   | Lilleküla Arena, Tallin, Estonia.                                    |
| Campeonato Regional Centro (extinta) |                              |                              |                              |                                                                      |
| 1912-13                              | Madrid Foot-Ball Club        | 3 - 2                        | Athletic Club de Madrid      | Estadio de O'Donnell, Madrid                                         |
| 1927-28                              | Athletic Club de Madrid      | 3 - 1                        | Real Madrid Foot-Ball Club   | Estadio de Chamartín, Madrid                                         |
| Copa de la Liga de España (extinta)  |                              |                              |                              |                                                                      |
| 1984-85                              | Real Madrid Club de Fútbol   | 2 - 3, 2 - 0                 | Atlético de Madrid           | Estadio Vicente Calderón, Madrid / Estadio Santiago Bernabéu, Madrid |

### Derbis en el extranjero
| Fecha                | Local             | Resultado          | Visitante          | Torneo                      | Lugar                                     |
| -------------------- | ----------------- | ------------------ | ------------------ | --------------------------- | ----------------------------------------- |
| 24 de mayo de 2014   | Real Madrid C. F. | 4 - 1 (t. s.)      | Atlético de Madrid | Liga de Campeones           | Estádio da Luz, Lisboa, Portugal          |
| 28 de mayo de 2016   | Real Madrid C. F. | 1 - 1 (5 - 3 pen.) | Atlético de Madrid | Liga de Campeones           | Estadio Giuseppe Meazza, Milán, Italia    |
| 15 de agosto de 2018 | Real Madrid C. F. | 2 - 4 (t. s.)      | Atlético de Madrid | Supercopa de Europa         | A. Le Coq Arena, Tallin, Estonia          |
| 26 de julio de 2019  | Real Madrid C. F. | 3 - 7              | Atlético de Madrid | International Champions Cup | MetLife Stadium, East Rutherford, EE. UU. |
| 12 de enero de 2020  | Real Madrid C. F. | 0 - 0 (4 - 1 pen.) | Atlético de Madrid | Supercopa de España         | King Abdullah, Yeda, Arabia Saudita       |
| 10 de enero de 2024  | Real Madrid C. F. | 5 - 3 (t. s.)      | Atlético de Madrid | Supercopa de España         | Mrsool Park, Riad, Arabia Saudita         |

### Tabla histórica de goleadores
Cristiano Ronaldo es el máximo goleador de la historia del derbi con 22 goles, cuatro por delante de los exfutbolistas Santiago Bernabéu y Alfredo Di Stéfano, jugando los tres para el Real Madrid Club de Fútbol. Tras ellos se sitúa el también madridista Carlos Alonso Santillana con 15 goles anotados. En cambio, el jugador rojiblanco con más goles anotados en la historia del enfrentamiento es Paco Campos, quien anotó un total de 12 goles, seguido por los 11 anotados por Adrián Escudero, mientras que el máximo anotador jugando para ambos clubes es el mexicano Hugo Sánchez con diez. Destaca además entre los máximos anotadores el español Fernando Sañudo por ser el jugador con mejor promedio anotador de los enfrentamientos con 1,43 goles por partido disputado, por delante de Santiago Bernabéu y Ferenc Puskás con un promedio de 0,89 y 0,76 respectivamente.
Divididos por competición, los máximos anotadores en Liga son Alfredo Di Stéfano y Santillana con 13 goles, Cristiano Ronaldo es el máximo anotador en Copa de Europa con 4 tantos, mientras que Santiago Bernabéu es el máximo goleador en competiciones coperas con 17 tantos. Cristiano Ronaldo es el único jugador que ha marcado más de un hat-trick en la historia de los derbis madrileños.
A continuación se listan los jugadores máximos goleadores de cada equipo en las diferentes competiciones oficiales, como en sus predecesoras, contabilizando únicamente los datos de jugadores que han marcado al menos seis goles en sus partidos disputados.
En negrita jugadores en activo. 1 Incluido el Campeonato Regional Centro y la Copa Federación Centro.
| #  | Jugador                  | Equipo             | Liga        | Liga        | Copa (1) | Copa (1) | Copa de la Liga | Copa de la Liga | Supercopa   | Supercopa   | Copa de Europa | Copa de Europa | Supercopa de Europa | Supercopa de Europa | Total | Total | Total |
| #  | Jugador                  | Equipo             | P.J.        | G.          | P.J.     | G.       | P.J.            | G.              | P.J.        | G.          | P.J.           | G.             | P.J.                | G.                  | P.J.  | G.    | G. T. |
| -- | ------------------------ | ------------------ | ----------- | ----------- | -------- | -------- | --------------- | --------------- | ----------- | ----------- | -------------- | -------------- | ------------------- | ------------------- | ----- | ----- | ----- |
| 1  | Cristiano Ronaldo        | Real Madrid C. F.  | 16          | 12          | 7        | 6        | Inexistente     | Inexistente     | 2           | —           | 6              | 4              | —                   | —                   | 31    | 22    | 0.71  |
| 2  | Santiago Bernabéu        | Real Madrid C. F.  | Inexistente | Inexistente | 19       | 17       | Inexistente     | Inexistente     | Inexistente | Inexistente | Inexistente    | Inexistente    | Inexistente         | Inexistente         | 19    | 17    | 0.89  |
| =  | Alfredo Di Stéfano       | Real Madrid C. F.  | 19          | 13          | 4        | 3        | Inexistente     | Inexistente     | Inexistente | Inexistente | 3              | 1              | Inexistente         | Inexistente         | 26    | 17    | 0.65  |
| 4  | Carlos Alonso Santillana | Real Madrid C. F.  | 27          | 13          | 7        | 1        | 2               | 1               | —           | —           | —              | —              | —                   | —                   | 36    | 15    | 0.42  |
| 5  | Ferenc Puskás            | Real Madrid C. F.  | 11          | 9           | 4        | 2        | Inexistente     | Inexistente     | Inexistente | Inexistente | 2              | 2              | Inexistente         | Inexistente         | 17    | 13    | 0.76  |
| 6  | Paco Campos              | Atlético de Madrid | 16          | 9           | 2        | 3        | Inexistente     | Inexistente     | —           | —           | Inexistente    | Inexistente    | Inexistente         | Inexistente         | 18    | 12    | 0.67  |
| =  | Emilio Butragueño        | Real Madrid C. F.  | 18          | 6           | 11       | 4        | 2               | 2               | —           | —           | —              | —              | —                   | —                   | 31    | 12    | 0.39  |
| 8  | Adrián Escudero          | Atlético de Madrid | 20          | 9           | 5        | 2        | Inexistente     | Inexistente     | —           | —           | —              | —              | Inexistente         | Inexistente         | 25    | 11    | 0.44  |
| =  | Raúl González            | Real Madrid C. F.  | 27          | 11          | —        | —        | Inexistente     | Inexistente     | —           | —           | —              | —              | —                   | —                   | 27    | 11    | 0.41  |
| 10 | Fernando Sañudo          | Real Madrid C. F.  | 4           | 5           | 3        | 5        | Inexistente     | Inexistente     | Inexistente | Inexistente | Inexistente    | Inexistente    | Inexistente         | Inexistente         | 7     | 10    | 1.43  |
| =  | Amancio Amaro            | Real Madrid C. F.  | 23          | 9           | 4        | 1        | Inexistente     | Inexistente     | Inexistente | Inexistente | —              | —              | Inexistente         | Inexistente         | 27    | 10    | 0.37  |
| =  | Hugo Sánchez             | Ambos clubes       | 16          | 4           | 8        | 5        | 4               | 1               | —           | —           | —              | —              | —                   | —                   | 28    | 10    | 0.36  |
| =  | Paco Gento               | Real Madrid C. F.  | 29          | 8           | 10       | 2        | Inexistente     | Inexistente     | Inexistente | Inexistente | 3              | —              | Inexistente         | Inexistente         | 39    | 10    | 0.26  |
| 14 | Monchín Triana           | Ambos clubes       | 3           | 2           | 20       | 7        | Inexistente     | Inexistente     | Inexistente | Inexistente | Inexistente    | Inexistente    | Inexistente         | Inexistente         | 23    | 9     | 0.39  |
| =  | Enrique Collar           | Atlético de Madrid | 24          | 5           | 7        | 2        | Inexistente     | Inexistente     | Inexistente | Inexistente | 3              | 2              | Inexistente         | Inexistente         | 34    | 9     | 0.26  |
| =  | Antoine Griezmann        | Atlético de Madrid | 18          | 6           | 4        | 1        | Inexistente     | Inexistente     | 3           | 1           | 7              | 1              | 1                   | —                   | 33    | 9     | 0.27  |
| 17 | José Juncosa             | Atlético de Madrid | 14          | 6           | 4        | 2        | Inexistente     | Inexistente     | Inexistente | Inexistente | Inexistente    | Inexistente    | Inexistente         | Inexistente         | 18    | 8     | 0.44  |
| =  | Adelardo Rodríguez       | Atlético de Madrid | 27          | 6           | 8        | 2        | Inexistente     | Inexistente     | Inexistente | Inexistente | —              | —              | Inexistente         | Inexistente         | 35    | 8     | 0.23  |
| =  | Rubén Cano               | Atlético de Madrid | 9           | 7           | 3        | 1        | Inexistente     | Inexistente     | Inexistente | Inexistente | —              | —              | Inexistente         | Inexistente         | 12    | 8     | 0.67  |
| =  | Karim Benzema            | Real Madrid C. F.  | 25          | 6           | 6        | 1        | Inexistente     | Inexistente     | 2           | —           | 5              | —              | 1                   | 1                   | 39    | 8     | 0.21  |
| 21 | Manuel Fernández Pahiño  | Real Madrid C. F.  | 10          | 6           | 1        | 1        | Inexistente     | Inexistente     | Inexistente | Inexistente | Inexistente    | Inexistente    | Inexistente         | Inexistente         | 11    | 7     | 0.64  |
| 22 | Antonio Alsúa            | Real Madrid C. F.  | 9           | 6           | —        | —        | Inexistente     | Inexistente     | 1           | —           | Inexistente    | Inexistente    | Inexistente         | Inexistente         | 10    | 6     | 0.60  |
| =  | Iván Zamorano            | Real Madrid C. F.  | 8           | 5           | 2        | 1        | Inexistente     | Inexistente     | Inexistente | Inexistente | —              | —              | —                   | —                   | 10    | 6     | 0.60  |
| =  | Joaquín Peiró            | Atlético de Madrid | 11          | 3           | 2        | 3        | Inexistente     | Inexistente     | Inexistente | Inexistente | 3              | —              | Inexistente         | Inexistente         | 16    | 6     | 0.38  |
| =  | Luis Aragonés            | Atlético de Madrid | 16          | 2           | 6        | 4        | Inexistente     | Inexistente     | Inexistente | Inexistente | —              | —              | Inexistente         | Inexistente         | 22    | 6     | 0.27  |
| =  | José Martínez Pirri      | Real Madrid C. F.  | 28          | 4           | 6        | 2        | Inexistente     | Inexistente     | Inexistente | Inexistente | —              | —              | Inexistente         | Inexistente         | 34    | 6     | 0.18  |
| =  | Sergio Ramos             | Real Madrid C. F.  | 26          | 1           | 7        | 2        | Inexistente     | Inexistente     | 3           | —           | 6              | 2              | 1                   | 1                   | 43    | 6     | 0.14  |

| \| # \| Fecha \| Estadio \| Jugador \| Equipo \| Goles \| Resultado \| Competición \| Nota(s) \| \| -- \| ---------- \| --------------------------- \| ------------------ \| ------------------ \| ----- \| --------- \| ------------------------- \| ------- \| \| 1 \| 5-3-1922 \| Madrid, Metropolitano \| Juan Monjardín \| Real Madrid C. F. \| \| 2 - 4 \| Regional 1921-22 \| \| \| 2 \| 17-6-1923 \| Madrid, Ciudad Lineal \| Santiago Bernabéu \| Real Madrid C. F. \| \| 6 - 2 \| Federación 1923 \| \| \| 3 \| 16-1-1930 \| Madrid, Chamartín \| Gaspar Rubio \| Real Madrid C. F. \| \| 4 - 1 \| Liga 1929-30 \| \| \| 4 \| 16-10-1934 \| Madrid, Vallecas \| Fernando Sañudo \| Real Madrid C. F. \| \| 1 - 4 \| Regional 1934-35 \| \| \| 5 \| 13-10-1940 \| Madrid, Vallecas \| Pruden Sánchez \| Atlético Aviación \| \| 3 - 1 \| Liga 1940-41 \| \| \| 6 \| 1-11-1953 \| Madrid, Viejo Metropolitano \| Alfredo Di Stéfano \| Real Madrid C. F. \| \| 3 - 4 \| Liga 1953-54 \| \| \| 7 \| 20-5-1989 \| Madrid, Vicente Calderón \| Baltazar \| Atlético de Madrid \| \| 3 - 3 \| Liga 1988-89 \| \| \| 8 \| 11-4-2012 \| Madrid, Vicente Calderón \| Cristiano Ronaldo \| Real Madrid C. F. \| \| 1 - 4 \| Liga 2011-12 \| \| \| 9 \| 19-11-2016 \| Madrid, Vicente Calderón \| Cristiano Ronaldo \| Real Madrid C. F. \| \| 0 - 3 \| Liga 2016-17 \| \| \| 10 \| 2-5-2017 \| Madrid, Santiago Bernabéu \| Cristiano Ronaldo \| Real Madrid C. F. \| \| 3 - 0 \| Liga de Campeones 2016-17 \| \| |            |                             |                    |                    |       |           |                           |         |
| Datos actualizados al último partido jugado el 26 de enero de 2023. |            |                             |                    |                    |       |           |                           |         |
| # | Fecha      | Estadio                     | Jugador            | Equipo             | Goles | Resultado | Competición               | Nota(s) |
| 1 | 5-3-1922   | Madrid, Metropolitano       | Juan Monjardín     | Real Madrid C. F.  |       | 2 - 4     | Regional 1921-22          |         |
| 2 | 17-6-1923  | Madrid, Ciudad Lineal       | Santiago Bernabéu  | Real Madrid C. F.  |       | 6 - 2     | Federación 1923           |         |
| 3 | 16-1-1930  | Madrid, Chamartín           | Gaspar Rubio       | Real Madrid C. F.  |       | 4 - 1     | Liga 1929-30              |         |
| 4 | 16-10-1934 | Madrid, Vallecas            | Fernando Sañudo    | Real Madrid C. F.  |       | 1 - 4     | Regional 1934-35          |         |
| 5 | 13-10-1940 | Madrid, Vallecas            | Pruden Sánchez     | Atlético Aviación  |       | 3 - 1     | Liga 1940-41              |         |
| 6 | 1-11-1953  | Madrid, Viejo Metropolitano | Alfredo Di Stéfano | Real Madrid C. F.  |       | 3 - 4     | Liga 1953-54              |         |
| 7 | 20-5-1989  | Madrid, Vicente Calderón    | Baltazar           | Atlético de Madrid |       | 3 - 3     | Liga 1988-89              |         |
| 8 | 11-4-2012  | Madrid, Vicente Calderón    | Cristiano Ronaldo  | Real Madrid C. F.  |       | 1 - 4     | Liga 2011-12              |         |
| 9 | 19-11-2016 | Madrid, Vicente Calderón    | Cristiano Ronaldo  | Real Madrid C. F.  |       | 0 - 3     | Liga 2016-17              |         |
| 10 | 2-5-2017   | Madrid, Santiago Bernabéu   | Cristiano Ronaldo  | Real Madrid C. F.  |       | 3 - 0     | Liga de Campeones 2016-17 |         |

### Jugadores con mayor cantidad de encuentros disputados
El andaluz Sergio Ramos es el jugador que más encuentros ha disputado de la rivalidad con 43, seguido de los 42 del cántabro Paco Gento, y de los madrileños Manolo Sanchís y Koke Resurrección, siendo este último el primer jugador del Atlético de Madrid en el registro, también 42 del croata Luka Modrić, los 39 del francés Karim Benzema, y los 36 del cántabro Carlos Alonso Santillana y del madrileño Míchel González —todos ellos por parte madridista—. El reparto de encuentros se divide entre las seis competiciones oficiales en las que alguna vez se han enfrentado ambos clubes.
En cuanto a los máximos registros de cada equipo en el Campeonato de Liga —competición española vigente más importante— son los siguientes: con 29 partidos es el ya mencionado Gento quien acumula más presencias por parte madridista, por los 27 del también citado Adelardo por parte atlética.
Entre los jugadores en activo en ambos clubes que acumulan más partidos son el madrileño Koke Resurrección por los rojiblancos con 42, y el croata Luka Modrić con 42 por los blancos.
A continuación se listan los jugadores que más veces han jugado el derbi a lo largo de la historia de estos encuentros. En caso de empate indicado en primer lugar el jugador que antes alcanzase la cifra.

En negrita jugadores en activo. 1 Incluido el Campeonato Regional Centro y la Copa Federación Centro.
| #  | Jugador                  | Equipo             | Total | Total | Liga | Liga | Copa (1) | Copa (1) | Copa de la Liga | Copa de la Liga | Supercopa   | Supercopa   | Copa de Europa | Copa de Europa | Supercopa de Europa | Supercopa de Europa |
| #  | Jugador                  | Equipo             | P.J.  | G.    | P.J. | G.   | P.J.     | G.       | P.J.            | G.              | P.J.        | G.          | P.J.           | G.             | P.J.                | G.                  |
| -- | ------------------------ | ------------------ | ----- | ----- | ---- | ---- | -------- | -------- | --------------- | --------------- | ----------- | ----------- | -------------- | -------------- | ------------------- | ------------------- |
| 1  | Sergio Ramos             | Real Madrid C. F.  | 43    | 6     | 26   | 1    | 7        | 2        | Inexistente     | Inexistente     | 3           | —           | 6              | 2              | 1                   | 1                   |
| 2  | Paco Gento               | Real Madrid C. F.  | 42    | 10    | 29   | 8    | 10       | 2        | Inexistente     | Inexistente     | Inexistente | Inexistente | 3              | —              | Inexistente         | Inexistente         |
| =  | Manolo Sanchís           | Real Madrid C. F.  | 42    | 1     | 27   | 1    | 11       | —        | 4               | —               | Inexistente | Inexistente | —              | —              | —                   | —                   |
| =  | Koke Resurrección        | Atlético de Madrid | 42    | 2     | 25   | 1    | 7        | —        | Inexistente     | Inexistente     | 3           | —           | 6              | —              | 1                   | 1                   |
| =  | Luka Modrić              | Real Madrid C. F.  | 42    | —     | 25   | —    | 5        | —        | Inexistente     | Inexistente     | 4           | —           | 7              | —              | 1                   | —                   |
| 6  | Karim Benzema            | Real Madrid C. F.  | 39    | 8     | 25   | 6    | 6        | 1        | Inexistente     | Inexistente     | 2           | —           | 5              | —              | 1                   | 1                   |
| 7  | Carlos Alonso Santillana | Real Madrid C. F.  | 36    | 15    | 27   | 13   | 7        | 1        | 2               | 1               | —           | —           | —              | —              | —                   | —                   |
| =  | Míchel González          | Real Madrid C. F.  | 36    | 4     | 23   | 2    | 11       | 1        | 2               | 1               | —           | —           | —              | —              | —                   | —                   |
| 9  | Adelardo Rodríguez       | Atlético de Madrid | 35    | 8     | 27   | 6    | 8        | 2        | Inexistente     | Inexistente     | Inexistente | Inexistente | —              | —              | Inexistente         | Inexistente         |
| =  | Miguel Porlán Chendo     | Real Madrid C. F.  | 35    | —     | 24   | —    | 9        | —        | 2               | —               | —           | —           | —              | —              | —                   | —                   |
| 12 | Enrique Collar           | Atlético de Madrid | 34    | 9     | 24   | 5    | 7        | 2        | Inexistente     | Inexistente     | Inexistente | Inexistente | 3              | 2              | Inexistente         | Inexistente         |
| =  | José Martínez Pirri      | Real Madrid C. F.  | 34    | 6     | 28   | 4    | 6        | 2        | Inexistente     | Inexistente     | Inexistente | Inexistente | —              | —              | —                   | —                   |
| =  | Iker Casillas            | Real Madrid C. F.  | 34    | -27   | 25   | -23  | 4        | -1       | Inexistente     | Inexistente     | 2           | -2          | 3              | -1             | —                   | —                   |
| =  | Jan Oblak                | Atlético de Madrid | 34    | -44   | 20   | -22  | 4        | -7       | Inexistente     | Inexistente     | 2           | -5          | 7              | -8             | 1                   | -2                  |
| 15 | Tomás Reñones            | Atlético de Madrid | 33    | —     | 20   | —    | 11       | —        | 2               | —               | —           | —           | —              | —              | —                   | —                   |
| =  | Toni Kroos               | Real Madrid C. F.  | 33    | 1     | 19   | 1    | 4        | —        | Inexistente     | Inexistente     | 4           | —           | 5              | —              | 1                   | —                   |
| =  | Antoine Griezmann        | Atlético de Madrid | 33    | 9     | 18   | 6    | 4        | 1        | Inexistente     | Inexistente     | 3           | 1           | 7              | 1              | 1                   | —                   |
| 18 | Dani Carvajal            | Real Madrid C. F.  | 32    | 1     | 18   | —    | 4        | —        | Inexistente     | Inexistente     | 4           | 1           | 5              | —              | 1                   | —                   |
| 19 | Emilio Butragueño        | Real Madrid C. F.  | 31    | 12    | 18   | 6    | 11       | 4        | 2               | 2               | —           | —           | —              | —              | —                   | —                   |
| =  | Cristiano Ronaldo        | Real Madrid C. F.  | 31    | 22    | 16   | 12   | 7        | 6        | Inexistente     | Inexistente     | 2           | —           | 6              | 4              | —                   | —                   |
| 21 | Isacio Calleja           | Atlético de Madrid | 30    | —     | 20   | —    | 7        | —        | —               | —               | —           | —           | 3              | —              | Inexistente         | Inexistente         |
| =  | Gabi Fernández           | Atlético de Madrid | 30    | 1     | 17   | 1    | 5        | —        | Inexistente     | Inexistente     | 2           | —           | 6              | —              | —                   | —                   |
| =  | Diego Godín              | Atlético de Madrid | 30    | 1     | 17   | —    | 4        | —        | Inexistente     | Inexistente     | 2           | —           | 6              | 1              | 1                   | —                   |
| 24 | José Antonio Camacho     | Real Madrid C. F.  | 28    | —     | 22   | —    | 4        | —        | 2               | —               | —           | —           | —              | —              | —                   | —                   |
| =  | Hugo Sánchez             | Ambos clubes       | 28    | 10    | 16   | 4    | 8        | 5        | 4               | 1               | —           | —           | —              | —              | —                   | —                   |
| =  | Saúl Ñíguez              | Atlético de Madrid | 28    | 3     | 16   | 1    | 3        | —        | Inexistente     | Inexistente     | 4           | —           | 4              | 1              | 1                   | 1                   |
| 27 | Amancio Amaro            | Real Madrid C. F.  | 27    | 10    | 23   | 9    | 4        | 1        | Inexistente     | Inexistente     | Inexistente | Inexistente | —              | —              | Inexistente         | Inexistente         |
| =  | Raúl González            | Real Madrid C. F.  | 27    | 11    | 27   | 11   | —        | —        | Inexistente     | Inexistente     | —           | —           | —              | —              | —                   | —                   |
| 29 | Alfredo Di Stéfano       | Real Madrid C. F.  | 26    | 17    | 19   | 13   | 4        | 3        | Inexistente     | Inexistente     | Inexistente | Inexistente | 3              | 1              | Inexistente         | Inexistente         |
| =  | Ignacio Zoco             | Real Madrid C. F.  | 26    | —     | 20   | —    | 6        | —        | Inexistente     | Inexistente     | Inexistente | Inexistente | —              | —              | Inexistente         | Inexistente         |
| =  | Marcelo Vieira           | Real Madrid C. F.  | 26    | 2     | 14   | 1    | 4        | —        | Inexistente     | Inexistente     | 2           | —           | 5              | 1              | 1                   | —                   |
| 32 | Adrián Escudero          | Atlético de Madrid | 25    | 11    | 20   | 9    | 5        | 2        | Inexistente     | Inexistente     | —           | —           | —              | —              | Inexistente         | Inexistente         |
| =  | Goyo Benito              | Real Madrid C. F.  | 25    | —     | 21   | —    | 4        | —        | Inexistente     | Inexistente     | Inexistente | Inexistente | —              | —              | —                   | —                   |
| =  | Paco Buyo                | Real Madrid C. F.  | 25    | -27   | 16   | -17  | 9        | -10      | —               | —               | —           | —           | —              | —              | —                   | —                   |
| =  | Raphaël Varane           | Real Madrid C. F.  | 25    | —     | 14   | —    | 3        | —        | Inexistente     | Inexistente     | 2           | —           | 5              | —              | 1                   | —                   |
| 36 | Isco Alarcón             | Real Madrid C. F.  | 24    | 1     | 11   | —    | 4        | —        | Inexistente     | Inexistente     | 2           | —           | 6              | 1              | 1                   | —                   |
| =  | Thibaut Courtois         | Ambos clubes       | 24    | -27   | 17   | -16  | 3        | -5       | Inexistente     | Inexistente     | 1           | -0          | 3              | -6             | —                   | —                   |
| 38 | Monchín Triana           | Ambos clubes       | 23    | 9     | 3    | 2    | 20       | 7        | Inexistente     | Inexistente     | Inexistente | Inexistente | Inexistente    | Inexistente    | Inexistente         | Inexistente         |
| 39 | Luis Aragonés            | Atlético de Madrid | 22    | 6     | 16   | 2    | 6        | 4        | Inexistente     | Inexistente     | Inexistente | Inexistente | —              | —              | Inexistente         | Inexistente         |
| =  | Fernando Hierro          | Real Madrid C. F.  | 22    | 4     | 19   | 4    | 3        | —        | Inexistente     | Inexistente     | —           | —           | —              | —              | —                   | —                   |

## Comparativa entre clubes

### Datos generales
| Asunto                                                                 | Real Madrid Club de Fútbol                                        | Club Atlético de Madrid                                                           |
| ---------------------------------------------------------------------- | ----------------------------------------------------------------- | --------------------------------------------------------------------------------- |
| Nombre del club en su fundación                                        | (Sociedad) Madrid Foot-ball Club                                  | Athletic Club (Sucursal de Madrid)                                                |
| Año de fundación del club                                              | 1900 / 1902                                                       | 1903                                                                              |
| Número de socios Abonados (Otros socios) Total de afiliados            | 91 701 60 127 (74% aforo estadio) 1 016 750 Madridistas 1 108 451 | 130 660 58 126 (86% aforo estadio) (Holding de accionistas) 130 660 + accionistas |
| Número de peñas                                                        | 2 452                                                             | 810                                                                               |
| Capacidad del estadio                                                  | 81 044 espectadores                                               | 70 460 espectadores                                                               |
| Número de temporadas en Primera División                               | 91 (todas)                                                        | 85 (6 ausencias)                                                                  |
| Número de veces campeón de Liga                                        | 35                                                                | 11                                                                                |
| Número de veces subcampeón de Liga                                     | 24                                                                | 10                                                                                |
| Número de veces 3º en Liga                                             | 10                                                                | 19                                                                                |
| Peor puesto en Primera División                                        | 11.º (1947-48)                                                    | 19.º (1999-00)                                                                    |
| Mayor número de goles en una temporada de Liga                         | 121 (2011-12)                                                     | 87 (1950-51)                                                                      |
| Máximo de puntos alcanzados en una temporada de Liga                   | 100 (2011-12)                                                     | 90 (2013-14)                                                                      |
| Número de veces que ha conseguido el doblete (Liga y Copa)             | 4                                                                 | 1                                                                                 |
| Número de veces que ha conseguido el doblete (Liga y Champions)        | 4                                                                 | 0                                                                                 |
| Número de veces que ha conseguido el triplete (Liga, Copa y Champions) | 0                                                                 | 0                                                                                 |

Datos actualizados: 28 de mayo de 2022.

## Palmarés
| Títulos oficiales | Nacionales         | Nacionales | Nacionales | Nacionales | Nacionales | Nacionales | Europeos | Europeos | Europeos | Europeos | Europeos | Mundiales | Mundiales | Mundiales | Mundiales | Total |   |    |
| --- | ------------------ | ---------- | ---------- | ---------- | ---------- | ---------- | -------- | -------- | -------- | -------- | -------- | --------- | --------- | --------- | --------- | ----- | - | -- |
| Títulos oficiales | Atlético de Madrid | 11         | 10         | 2          | -          | 1          | 1        | -        | 3        | 1        | 3        | -         | -         | 1         | -         | Total | - | 33 |
| Real Madrid C. F. | 36                 | 20         | 13         | 1          | 1          | -          | 15       | 2        | -        | 6        | 2        | 1         | 3         | 5         | 1         | 106   |   |    |
| Datos actualizados a la consecución de un último título por parte de alguno de los implicados el 18 de diciembre de 2024. |                    |            |            |            |            |            |          |          |          |          |          |           |           |           |           |       |   |    |

Nota: competiciones de izquierda a derecha: Campeonato Nacional de Liga, Campeonato de España de Copa, Supercopa de España, Copa de la Liga de España, Copa Eva Duarte, Copa Presidente de la FEF, Liga de Campeones de la UEFA, Liga Europa de la UEFA, Recopa de Europa de la UEFA, Supercopa de la UEFA, Copa Latina, Copa Iberoamericana CONMEBOL, Copa Intercontinental UEFA-CONMEBOL, Mundial de Clubes de la FIFA, Copa Intercontinental de la FIFA.

### Carácter nacional e internacional
Títulos de carácter nacional ganados por ambos equipos son: Liga Nacional de Primera División de España, Campeonato de España de Copa, Supercopa de España (y sus predecesoras Copa Eva Duarte y Copa Presidente FEF), y Copa de la Liga. Los de carácter internacional son: UEFA Champions League (anteriormente denominada Copa de Europa), UEFA Europa League (anteriormente denominada Copa de la UEFA), UEFA Conference League, Recopa de Europa, Supercopa de la UEFA, Copa Latina, Copa Intercontinental y Copa Mundial de Clubes.
| Club              | Trofeos nacionales | Trofeos europeos | Trofeos mundiales | Total |
| ----------------- | ------------------ | ---------------- | ----------------- | ----- |
| Atlético Madrid   | 25                 | 7                | 1                 | 33    |
| Real Madrid C. F. | 71                 | 25               | 9                 | 105   |

Datos actualizados a: 14 de agosto de 2024.

### Por décadas
La siguiente tabla muestra los títulos conseguidos por ambos clubes organizados por décadas. En negrita los títulos conseguidos hasta esa década, y en cursiva de color verde los conseguidos durante la década indicada. A la izquierda los títulos obtenidos por el Atlético de Madrid y a la derecha los conseguidos por el Real Madrid:
No se incluyen competiciones amistosas o regionales. (1) Se incluyen las competiciones oficiales predecesoras.
| Años      |                |                |                |                |                         |                         |                        |                        |                            |                            |                         |                         |                  |                  |             |             |                     |                     |                     |                     |                       |                       | Total   | Total     |
|           | ATM            | RMCF           | ATM            | RMCF           | ATM                     | RMCF                    | ATM                    | RMCF                   | ATM                        | RMCF                       | ATM                     | RMCF                    | ATM              | RMCF             | ATM         | RMCF        | ATM                 | RMCF                | ATM                 | RMCF                | ATM                   | RMCF                  | ATM     | RMCF      |
| --------- | -------------- | -------------- | -------------- | -------------- | ----------------------- | ----------------------- | ---------------------- | ---------------------- | -------------------------- | -------------------------- | ----------------------- | ----------------------- | ---------------- | ---------------- | ----------- | ----------- | ------------------- | ------------------- | ------------------- | ------------------- | --------------------- | --------------------- | ------- | --------- |
| 1900-10   |                |                | -              | 4              |                         |                         |                        |                        |                            |                            |                         |                         |                  |                  |             |             |                     |                     |                     |                     |                       |                       | -       | 4         |
| 1910-20   |                |                | -              | 5 (+1)         |                         |                         |                        |                        |                            |                            |                         |                         |                  |                  |             |             |                     |                     |                     |                     |                       |                       | -       | 5 (+1)    |
| 1920-30   |                |                | -              | 5              |                         |                         |                        |                        |                            |                            |                         |                         |                  |                  |             |             |                     |                     |                     |                     |                       |                       | -       | 5         |
| 1930-40   | 1 (+1)         | 2 (+2)         | -              | 7 (+2)         |                         |                         |                        |                        |                            |                            |                         |                         |                  |                  |             |             |                     |                     |                     |                     |                       |                       | 1 (+1)  | 9 (+4)    |
| 1940-50   | 3 (+2)         | 2              | -              | 9 (+2)         | 1                       | 1                       |                        |                        |                            |                            |                         |                         |                  |                  |             |             |                     |                     |                     |                     |                       |                       | 4 (+3)  | 12 (+3)   |
| 1950-60   | 4 (+1)         | 6 (+4)         | 1 (+1)         | 9              | 2 (+1)                  | 1                       |                        |                        | -                          | 5                          |                         |                         |                  |                  | -           | 2           |                     |                     |                     |                     | -                     | 1                     | 7 (+3)  | 24 (+12)  |
| 1960-70   | 6 (+2)         | 14 (+8)        | 3 (+2)         | 11 (+2)        | 2                       | 1                       |                        |                        | -                          | 6 (+1)                     |                         |                         | 1                | -                | -           | 2           |                     |                     |                     |                     | -                     | 1                     | 12 (+5) | 35 (+11)  |
| 1970-80   | 8 (+2)         | 20 (+6)        | 5 (+2)         | 14 (+3)        | 2                       | 1                       |                        |                        | -                          | 6                          |                         |                         | 1                | -                | -           | 2           |                     |                     |                     |                     | 1 (+1)                | 1                     | 17 (+5) | 44 (+9)   |
| 1980-90   | 8              | 25 (+5)        | 6 (+1)         | 16 (+2)        | 3 (+1)                  | 4 (+3)                  | -                      | 1                      | -                          | 6                          | -                       | 2                       | 1                | -                | -           | 2           |                     |                     |                     |                     | 1                     | 1                     | 19 (+2) | 57 (+13)  |
| 1990-00   | 9 (+1)         | 27 (+2)        | 9 (+3)         | 17 (+1)        | 3                       | 6 (+2)                  | -                      | 1                      | -                          | 8 (+2)                     | -                       | 2                       | 1                | -                | -           | 2           |                     |                     | -                   | 1                   | 1                     | 2 (+1)                | 23 (+4) | 66 (+9)   |
| 2000-10   | 9              | 31 (+4)        | 9              | 17             | 3                       | 9 (+3)                  | -                      | 1                      | -                          | 9 (+1)                     | 1 (+1)                  | 2                       | 1                | -                | -           | 2           | -                   | 1                   | -                   | 1                   | 1                     | 3 (+1)                | 24 (+1) | 76 (+10)  |
| 2010-20   | 10 (+1)        | 34 (+3)        | 10 (+1)        | 19 (+2)        | 4 (+1)                  | 12 (+3)                 | -                      | 1                      | -                          | 13 (+4)                    | 3 (+2)                  | 2                       | 1                | -                | -           | 2           | 3 (+3)              | 4 (+3)              | -                   | 1                   | 1                     | 7 (+4)                | 32 (+8) | 95 (+19)  |
| 2020-Act. | 11 (+1)        | 36 (+2)        | 10             | 20 (+1)        | 4                       | 14 (+2)                 | -                      | 1                      | -                          | 15 (+2)                    | 3                       | 2                       | 1                | -                | -           | 2           | 3                   | 6 (+2)              | -                   | 1                   | 1                     | 8 (+1)                | 33 (+1) | 105 (+10) |
| Años      | Liga de España | Liga de España | Copa de España | Copa de España | Supercopa de España (1) | Supercopa de España (1) | Copa de Liga de España | Copa de Liga de España | Copa de Europa / Champions | Copa de Europa / Champions | Copa Ferias / Copa UEFA | Copa Ferias / Copa UEFA | Recopa de Europa | Recopa de Europa | Copa Latina | Copa Latina | Supercopa de Europa | Supercopa de Europa | Copa Iberoamericana | Copa Iberoamericana | Mundial de Clubes (1) | Mundial de Clubes (1) | Total   | Total     |

### Otros trofeos extintos
A continuación se detallan otros trofeos menores no reconocidos plenamente como oficiales o bien no considerados a la altura de los anteriormente citados. En negrita los títulos conseguidos hasta esa década, y en cursiva de color verde los conseguidos durante la década indicada. A la izquierda los títulos obtenidos por el Atlético de Madrid y a la derecha los conseguidos por el Real Madrid C. F.:
| Años      |                     |                 |                        | Total            |
| --------- | ------------------- | --------------- | ---------------------- | ---------------- |
| 1900-10   | 0 / 5               |                 |                        | 0 / 5            |
| 1910-20   | 0 / 10 (+5)         |                 |                        | 0 / 10 (+5)      |
| 1920-30   | 3 (+3) / 17 (+7)    | 0 / 2           |                        | 3 (+3) / 19 (+9) |
| 1930-40   | 4 (+1) / 23 (+6)    | 0 / 2           |                        | 4 (+1) / 25 (+6) |
| 1940-50   | 4 / 23              | 1 (+1) / 3 (+1) |                        | 5 (+1) / 26 (+1) |
| 1950-60   | 4 / 23              | 1 / 3           | 0 / 2                  | 5 / 28 (+2)      |
| 1960-70   | 4 / 23              | 1 / 3           | 0 / 2                  | 5 / 28           |
| 1970-80   | 4 / 23              | 1 / 3           | 0 / 2                  | 5 / 28           |
| 1980-90   | 4 / 23              | 1 / 3           | 0 / 2                  | 5 / 28           |
| 1990-00   | 4 / 23              | 1 / 3           | 0 / 2                  | 5 / 28           |
| 2000-10   | 4 / 23              | 1 / 3           | 0 / 2                  | 5 / 28           |
| 2010-Act. | 4 / 23              | 1 / 3           | 0 / 2                  | 5 / 28           |
| Años      | Campeonato Regional | Copa Regional   | Pequeña Copa del Mundo | Total            |

Nota: competiciones de izquierda a derecha: Campeonato Regional Centro (Campeonato Regional), Copa Federación Centro (Copa Regional), Copa Iberoamericana CONMEBOL, Supercopa Ibérica, Copa Latina y Pequeña Copa del Mundo.

## Jugadores que han militado en ambos clubes
A lo largo de la historia son varios los jugadores que han jugado en ambos equipos, algunos de los cuales pasaron inadvertidos para la afición rival, mientras que otros fueron el objetivo de la dura rivalidad de las respectivas aficiones.
A continuación se listan tanto los jugadores como una breve descripción de sus casos.

### Santiago Bernabéu

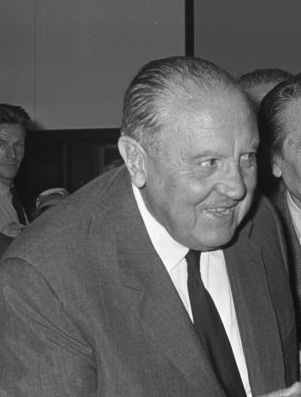
El exjugador, exentrenador y expresidente blanco Santiago Bernabéu figuró de rojiblanco en un amistoso de la temporada 1920-21.

El que fuera una de los presidente y máximas influyentes figuras en la historia del Real Madrid Club de Fútbol, el albaceteño Santiago Bernabéu fue uno de los jugadores que vistieron ambas camisetas, pese a que este hecho no haya trascendido de gran manera.
Iniciado en el equipo juvenil madridista, no fue hasta la temporada 1914-15 cuando se asentó como integrante de la primera plantilla. Su pertenencia a la entidad blanca continuó hasta 1927 con la excepción de la temporada 1920-21, que nos lleva a uno de los episodios menos conocidos de su vida y motivo por el que no figura como integrante del club en ese período. Durante la citada temporada y tras llevar ya seis en el primer equipo, su gran amistad con el que fuera exjugador madridista y posteriormente presidente del Athletic Club (Sucursal de Madrid) Julián Ruete, hizo que el jugador siguiese sus pasos para recalar en el equipo rojiblanco tras una discusión con la directiva madridista. Pese a ello, debido a la normativa de la época, la Real Federación Española de Fútbol denegó la autorización para que pudiese disputar partidos oficiales al no haber transcurrido un año desde que figurase como jugador del Madrid Foot-ball Club, por lo que pasó un año prácticamente sin actividad futbolística, jugando también esporádicamente para el Real Stadium Club Ovetense antes de la referida situación con los rojiblancos. Misma situación le sucedió a José María Sansinesea, que siguió los pasos de Bernabéu.
Así lo manifestó años después el que fue su compañero madridista José María Castell y arquitecto del Estadio de Chamartín:

"Aunque lo que vaya a decir sea algo fuerte, porque yo le tenía un gran aprecio, Santiago Bernabéu nos traicionó en 1920 y se marchó al eterno rival. Un año después, cuando arrepentido regresó al Madrid, había perdido su antigüedad como socio y tuvo que ponerse a la cola. Si mal no recuerdo, Santiago jugó un partido oficial con el Athletic Club madrileño contra el Español de Madrid, además de posar con la camiseta rojiblanca con Julian Ruete, que hacía años había sido jugador del Madrid y por aquel entonces era el presidente del club rojiblanco."
José María Castell, San Sebastián.

Tras a la postre una desacertada decisión, muy extendida en la época entre jugadores de ambos clubes y que el propio implicado negó posteriormente y de manera sistemática durante muchos años, volvió a vestir pues de blanco durante otras seis temporadas para un total de doce en las marcó 68 goles en 79 partidos, destacando como un jugador con estilo duro y efectivo de cara a portería. Pese al «mal recuerdo» de Castell, no disputó ningún partido oficial como rojiblanco. Tampoco en Oviedo, a donde fue destinado por el cuerpo de Contabilidad de Hacienda. Pese a ello, sí disputó uno de carácter amistoso el 19 de septiembre de 1920, al que refería Castell, frente al Recreativo Español de Madrid —de segunda categoría y en el que militaba un joven Félix Pérez— como preparación al Campeonato Regional Centro 1920-21. Fue curiosamente el año en el que los rojiblancos lograron su primer título oficial, el regional apuntado, con la ausencia de Bernabéu en las filas madridistas, entidad que ese año estrenó su título de «Real».
Durante su etapa en activo conquistó una Copa del Rey en 1917, además de nueve títulos del Campeonato Regional Centro, antes de pasar a ser entrenador y posteriormente directivo del club madridista.

### Julián Ruete
Especial interés cobra el caso de otro máximo dirigente de uno de los clubes, en este caso el del Club Atlético de Madrid, Julián Ruete, quien no fue solo futbolista de ambos clubes sino también directivo. Fue otra de las grandes personalidades surgidas en Madrid en la época que favorecieron al desarrollo de este deporte en la capital tal como hicieran Juan y Carlos Padrós.
En su trayectoria, previa a su dirigencia, recaló en el Real Madrid Club de Fútbol en 1904 procedente del club vecino y en él permaneció hasta 1910 conquistando cuatro títulos del Campeonato de España de Copa. Tras ello volvió nuevamente al club atlético y apenas un par de años después fue nombrado presidente de la entidad, cargo que mantuvo durante siete años hasta 1919 para volver a ostentar el cargo en un segundo mandato en 1921-23. Durante esa época fue el principal impulsor del caso precedente de Santiago Bernabéu debido a la amistad que unía a ambos. Además, el madrileño compaginó su cargo con el de seleccionador del combinado nacional español, mientras que el club ya por entonces rojiblanco conquistó su primer título oficial, el Campeonato Regional Centro —que a la postre le sirvió para ser subcampeón de España—. Ese éxito (junto con otro subcampeonato nacional en 1926) le valdría después al club para ser uno de los integrantes de la primera edición del Campeonato nacional de Liga. A él se le atribuyen algunos de los mayores esfuerzos para que el club lograse su independencia como club de su sucursal principal de Bilbao, a la vez que consiguió convertirlo en el segundo equipo por importancia de la capital.
Posteriormente fue también directivo en la Real Federación Española de Fútbol.

### Luis Olaso

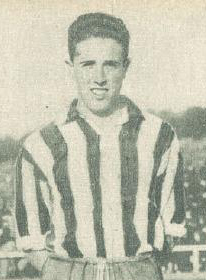
Luis Olaso, primer jugador en disputar la liga con ambos clubes.

El delantero vasco Luis Olaso fue el primer jugador en disputar el Campeonato Nacional de Liga con ambos clubes, y es considerado como la primera gran figura junto con Monchín Triana, que vistió ambas camisetas. Tras su llegada a Madrid por temas académicos, jugó para los rojiblancos durante diez temporadas en las que llegó a ser el capitán y referente del equipo. Con ellos conquistó tres Campeonatos Regionales —los cuales fueron los primeros títulos oficiales del club— y anotó un total de 33 goles, siendo uno de los tres primeros internacionales de la historia rojiblanca. Tras disputar la primera edición de Liga Olaso se marchó al club rival, según declaraciones propias, debido al enfrentamiento que mantuvo con la directiva del Athletic Club tras serle retirado el grado de capitán del equipo, hecho que consideró como un menosprecio dada su trayectoria.
En Chamartín jugó 82 partidos oficiales y marcó 20 goles durante cuatro temporadas que precedieron a su retirada deportiva. En aquella etapa consiguió vencer cuatro Campeonatos Regionales y dos Campeonatos de Liga en las temporadas 1931-32 y 1932-33, las primeras del club, motivo por el que es considerado como uno de los futbolistas históricos del conjunto blanco. Cerró sus registros en el campeonato liguero con 57 partidos y 9 goles.
Fue internacional absoluto con España en cuatro partidos, anotando un gol, y donde coincidió en su última aparición con la única internacionalidad de su hermano Alfonso.
Tras su retirada se dedicó a la pelota vasca llegando a proclamarse subcampeón de España para pasar después a desarrollar labores directivas en la Federación Española de Pelota de la que llegó a ser presidente a mediados de los años cuarenta.

### Ramón Grosso

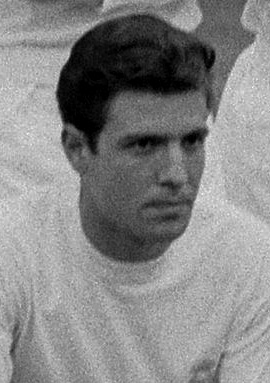
Ramón Grosso en 1966.

El delantero madrileño Ramón Grosso se forjó en las categorías inferiores madridistas donde pronto se convirtió en uno de los mejores delanteros que militaron por sus filas. Llegó a anotar setenta y un goles en su última temporada en el Real Madrid Aficionados o amateur antes de dar el salto a la Agrupación Deportiva Plus Ultra —primer filial madridista—, siendo además un fijo de la selección española amateur.
Militando en este último y mediada la temporada 1963-64 con un balance de trece goles en quince partidos fue cedido al club rojiblanco que se encontraba al borde del descenso al finalizar la primera vuelta de la Primera División. En el primer partido tras el período navideño el jugador debuta frente al Real Murcia Club de Fútbol en un partido que marcha con empate a uno en el marcador, resultado que no ayudaba a los rojiblancos a salir de la difícil situación, hasta que Grosso anotó de chilena el 2-1 final. Desde ese partido, el equipo fue otro encadenando ocho partidos consecutivos sin derrotas. Por ello, se prescinde de él en los dos siguientes encuentros, en los que los atléticos pierden. Es entonces considerado como un talismán y no vuelve a desaparecer del equipo. Sus actuaciones con el equipo valieron para que el equipo lograse una huida que llegó a situarle séptimo en la tabla al final del campeonato eludiendo así el descenso.
Con el final de Liga, el jugador vuelve a la disciplina madridista, incorporándose al primer equipo para disputar la Copa del Generalísimo. En ella, ambos clubes se cruzaron en los cuartos de final. Tras sendos empates en la eliminatoria, se jugó un partido de desempate en el terreno rojiblanco que finalizó por 2-1 para los locales, siendo el único gol madridista obra de Grosso, que anotaba así su primer gol con la camiseta blanca y el nueve a la espalda, dorsal que hasta entonces había vestido Alfredo Di Stéfano, siendo pues su sucesor en el club. Antes, en el primer partido de la citada eliminatoria el jugador hizo su debut.
Desde entonces permaneció doce años como jugador del primer equipo en los que logró siete Ligas y una Copa de Europa —la sexta del club—, y tres Copas de España.
Posteriormente ejerció como entrenador en las categorías inferiores a las que una vez perteneció, e incluso llegó a ser el segundo entrenador del primer equipo a finales de los años ochenta, siendo considerado también junto a Di Stéfano y Amancio Amaro como uno de los impulsores de la «Quinta del Buitre».

### Hugo Sánchez

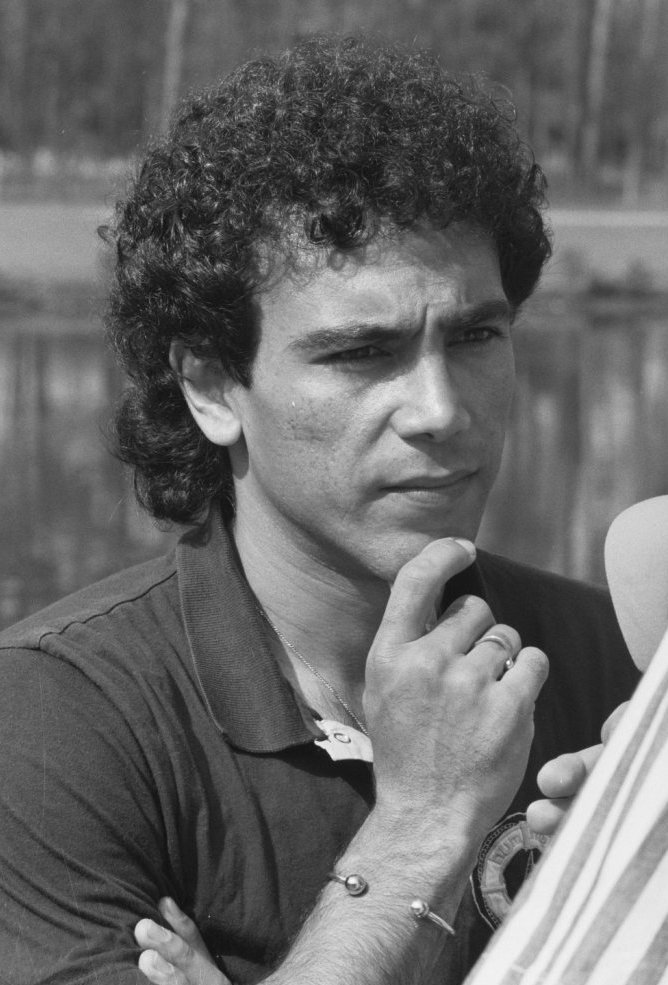
El goleador Hugo Sánchez.

El mexicano Hugo Sánchez ha sido posiblemente el jugador más influyente que ha militado en ambos clubes durante el primer siglo de vida de ambas entidades. Delantero de gran olfato goleador, ganó cinco «trofeos pichichi» en España, país donde registró sus mayores logros. Llegó al Atlético de Madrid en la temporada 1981-82 procedente de Pumas de la UNAM, demostrando su acierto rematador. Permaneció con los rojiblancos cuatro temporadas y logró ganar una Copa del Rey antes de fichar por el Real Madrid Club de Fútbol.
Fue uno de los futbolistas que conformaron el «Madrid de la Quinta de los Machos», equipo sucesor de la conocida «Quinta del Buitre» de la que también formó parte. Con ellos conquistó cinco Campeonatos de Liga, tres Supercopas de España, un Campeonato de España de Copa y una Copa de la UEFA contribuyendo activamente en una de las mejores etapas deportivas del club blanco. Cabe destacar sus acrobáticos remates de chilena que se convirtieron en una marca personal, y que le ayudaron a elevar sus registros anotadores, destacando sus 38 goles en Liga en la temporada 1989-90, que igualaban el mejor registro histórico en una temporada logrado por Telmo Zarra en 1950-51 y que se mantuvieron como el mejor registro hasta que fue superado en 2011 por Cristiano Ronaldo. En 1993 ficharía por el Rayo Vallecano, convirtiéndose en el primer goleador en Primera División con los tres principales equipos de la capital.
A lo largo de su carrera anotó más de 500 goles, que le situaron como el mexicano con más goles anotados de la historia del fútbol, mientras que en España se convirtió en el segundo mayor anotador histórico de la Primera División con 234 goles tras retirarse en activo del país tras una breve etapa en el tercer equipo de Madrid, el Rayo Vallecano, a tan solo 17 del récord de Telmo Zarra, puesto que ocupó durante varias décadas antes de ser desbancado en 2014 como el extranjero más anotador. De los citados trofeos de máximo anotador, logró cuatro de ellos en su etapa con el Real Madrid Club de Fútbol y uno con el Club Atlético de Madrid siendo cuatro los logrados de manera consecutiva. Dichos tanteos le llevaron a conquistar en su etapa madridista la Bota de Oro.

### Bernd Schuster

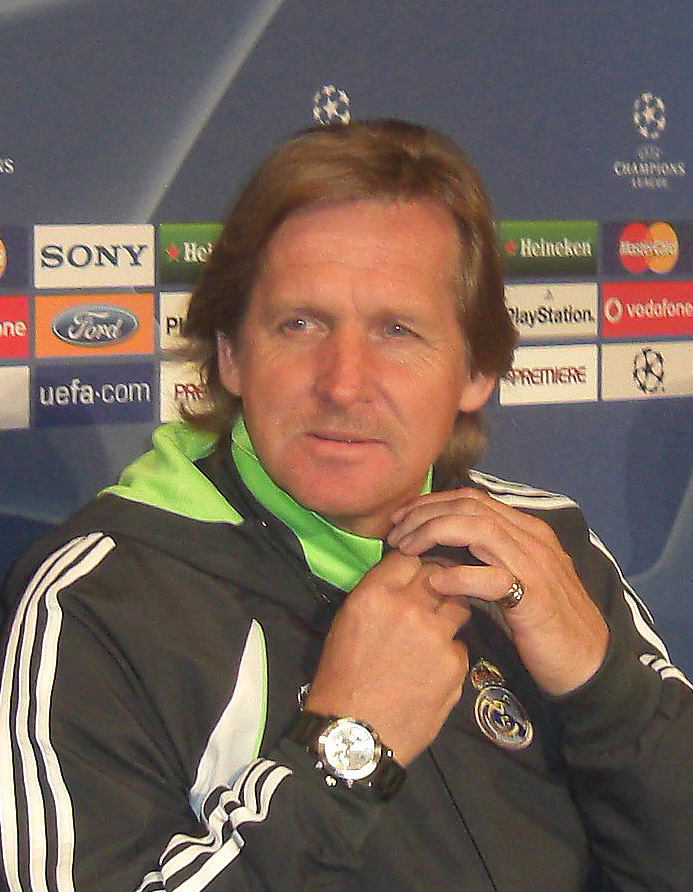
Bernd Schuster, primer alemán en jugar para los dos equipos.

El alemán Bernd Schuster legó a España para jugar en el Fútbol Club Barcelona tras ser nombrado Balón de Plata en 1980, equipo del que salió tras ocho temporadas para jugar en el Real Madrid Club de Fútbol. Con ellos ganó dos Ligas, una Copa y una Supercopa antes de abandonar tras dos años el club para recalar en el Atlético de Madrid, sus rivales capitalinos, donde jugó tres temporadas ganando dos Copas antes de volver a Alemania. Fue el primer futbolista en jugar en los considerados tres grandes clubes de España, Tras su retirada profesional se dedicó a la dirección técnica, siendo el club blanco uno de los equipos a los que entrenó y donde conquistó una Liga y una Supercopa de España.

### Otros jugadores de menor repercusión
| - Andrés Arístegui - José María Benguría y Berreteaga - Adolfo Bracero - Cándido Martínez - Juan de Cárcer - Manuel Pérez de Seoane y Fernández-Salamanca (Marqués de Gomar) - José Antonio Ortueta - Joaquín Ortiz de la Torre - José María Cabo - José Ramón Ochandiano - Francisco Moraleda - Josechu Sansinesea - Cosme Vázquez - Eduardo Ordóñez - Santiago Losada - Jaime Lazcano - Luis Marín Sabater - Luis Miranda - Luis Martín - Joaquín Parra - José Luis Pérez-Payá - José Luis Palacios - Julián Ruete - Monchín Triana - Luis Olaso | - Hugo Sánchez - Bernd Schuster - Pedro Jaro - Miquel Soler - Sebastián Losada - Juan Eduardo Esnáider - Paco Llorente - Santiago Solari - Pablo García - José Manuel Jurado - José Antonio García Calvo - José Antonio Reyes - Juanfran Torres - Joaquín Caruncho - Luis Belaunde - Francisco González - Francisco Urcelay - Juan Antonio Ipiña - Salvador Fernández-Pacheco - Antonio Adán - Álvaro Morata - Thibaut Courtois - Marcos Llorente - Sergio Reguilón - Mario de Luis |

Además de los anteriores, otros jugaron para las categorías inferiores del rival o sin debutar con su primer equipo, pero sí con el primer equipo contrario, como son:
- Rafael Lesmes (Militando en el Club Atlético Tetuán, club de estrecha vinculación con los rojiblancos, Lesmes II disputó dos amistosos de pretemporada en lo que era un principio de traspaso que finalmente no se concretó, pasando años después a ser un jugador insdispensable en el Real Madrid C. F. previo paso por el Real Valladolid Deportivo)
- Manuel García de la Mata (Equipo de reservas del Atlético de Madrid)
- Feliciano Rivilla (Fue cedido del Atlético a la A. D. Plus Ultra, actual Real Madrid Castilla C. F., para regresar después al primer equipo rojiblanco)
- Santiago Gómez Pintado Montejano (Criado en la cantera madridista, nunca llegó a debutar con el primer equipo, cambiaba de aires cada temporada, hasta llegar al Atlético con el cual únicamente disputó dos partidos.)
- Luis Aragonés (jugó cedido en la A. D. Plus Ultra para fichar años después por el Atlético)
- José Luis Pérez Caminero (categorías inferiores del Real Madrid C. F. y Castilla Club de Fútbol, fichado años después por el Atlético)
- Juan Gómez Juanito (Categoría sub-18 del Atlético de Madrid)
- Raúl González (categorías inferiores del Atlético de Madrid, desarticuladas en 1991 y fichado por las categorías inferiores del Real Madrid C. F.)
- Rodrigo Fabri (No llegó a disputar ningún encuentro como madridista para recalar después en el conjunto rojiblanco)
- Miguel Ángel Ferrer Mista (categorías inferiores del Real Madrid C. F., fichado años después por el Atlético)
- Filipe Luís (categorías inferiores del Real Madrid, jugaría años más tarde con el Atlético de Madrid)
- Leandro Cabrera (fichado por el Atlético, jugaría años más tarde con el Castilla)
- Jorge Pulido (canterano y jugador del Atlético, jugaría años más tarde con el Castilla)
- Saúl Ñíguez (categorías inferiores del Real Madrid, jugaría años más tarde con el Atlético de Madrid tras acceder de sus inferiores)
- Theo Hernández (categorías inferiores del Atlético de Madrid, jugaría años más tarde con el Real Madrid)
- Mario Hermoso (categorías inferiores del Real Madrid, jugaría años más tarde con el Atlético de Madrid tras renunciar a sus derechos los madridistas)
- Julián Alvarez (Jugó de prueba en las categorías inferiores del Real Madrid, jugaría años más tarde con el Atlético de Madrid tras no concretarse su fichaje por el club blanco debido a la política de fichaje en menores de trece años)

### Trasvases según la nacionalidad
Nota *: no incluido el caso de Santiago Bernabéu, ni los canteranos.
| Rumbo al Madrid | Rumbo al Madrid | Rumbo al Madrid  |
| País            | #               | Jugadores        |
| --------------- | --------------- | ---------------- |
| España *        | 21              |                  |
| Puerto Rico     | 1               | Eduardo Ordóñez  |
| México          | 1               | Hugo Sánchez     |
| Argentina       | 1               | Santiago Solari  |
| Uruguay         | 1               | Pablo García     |
| Bélgica         | 1               | Thibaut Courtois |
| Total           | 26              |                  |

| Rumbo al Atlético | Rumbo al Atlético | Rumbo al Atlético     |
| País              | #                 | Jugadores             |
| ----------------- | ----------------- | --------------------- |
| España *          | 24                |                       |
| Alemania          | 1                 | Bernd Schuster        |
| Argentina         | 1                 | Juan Eduardo Esnáider |
| Total             | 26                |                       |